# Мітюшина тема
Те́ма Мітю́шина — тема в шаховій композиції кооперативного жанру. Суть теми — в першому рішенні або близнюку чорні спочатку розв'язують білу фігуру «А», але білі знову її зв'язують, тоді чорні розв'язують білу фігуру «В», яка і оголошує мат. У наступній фазі по аналогії проходить чергування — спочатку чорні розв'язують білу фігуру «В», але білі тут же її зв'язують, тоді чорні розв'язують білу фігуру «А», яка і оголошує мат.

## Історія
Вперше тему запропонував в 2008 році український проблеміст Анатолій Мітюшин (15.05.1960). А в 2010–2011 роках було проведено тематичний міжнародний конкурс присвячений 50-річчю А. Мітюшина. Переможцями цього конкурсу стали проблемісти з України — Валерій Копил, Олександр Деревчук, Анатолій Василенко. Їх було нагороджено пам'ятними медалями. Загалом у конкурсі іще брали участь проблемісти з Росії, Ізраїлю, Німеччини, Словаччини і Польщі.
В рішенні задачі проходить чергування тактичних моментів — розв'язування чорними, зв'язування білими, знову розв'язування чорними білих тематичних фігур і оголошення мату.
Ідея дістала назву — тема Мітюшина. Існує проста форма теми, циклічна форма, триходова.

## Проста форма теми
Визначення простої форми є на початку статті. Це є базове формулювання теми.
|   | a | b | c | d | e | f | g | h |   |
| 8 | a8 білий кінь · c8 чорний король · b7 чорний пішак · a6 чорний ферзь · c6 чорний пішак · f6 білий король · b4 чорний пішак · d4 білий кінь · c3 чорний слон · f3 білий слон · h3 чорна тура · c2 чорний пішак · f2 чорна тура · h2 чорний пішак | a8 білий кінь · c8 чорний король · b7 чорний пішак · a6 чорний ферзь · c6 чорний пішак · f6 білий король · b4 чорний пішак · d4 білий кінь · c3 чорний слон · f3 білий слон · h3 чорна тура · c2 чорний пішак · f2 чорна тура · h2 чорний пішак | a8 білий кінь · c8 чорний король · b7 чорний пішак · a6 чорний ферзь · c6 чорний пішак · f6 білий король · b4 чорний пішак · d4 білий кінь · c3 чорний слон · f3 білий слон · h3 чорна тура · c2 чорний пішак · f2 чорна тура · h2 чорний пішак | a8 білий кінь · c8 чорний король · b7 чорний пішак · a6 чорний ферзь · c6 чорний пішак · f6 білий король · b4 чорний пішак · d4 білий кінь · c3 чорний слон · f3 білий слон · h3 чорна тура · c2 чорний пішак · f2 чорна тура · h2 чорний пішак | a8 білий кінь · c8 чорний король · b7 чорний пішак · a6 чорний ферзь · c6 чорний пішак · f6 білий король · b4 чорний пішак · d4 білий кінь · c3 чорний слон · f3 білий слон · h3 чорна тура · c2 чорний пішак · f2 чорна тура · h2 чорний пішак | a8 білий кінь · c8 чорний король · b7 чорний пішак · a6 чорний ферзь · c6 чорний пішак · f6 білий король · b4 чорний пішак · d4 білий кінь · c3 чорний слон · f3 білий слон · h3 чорна тура · c2 чорний пішак · f2 чорна тура · h2 чорний пішак | a8 білий кінь · c8 чорний король · b7 чорний пішак · a6 чорний ферзь · c6 чорний пішак · f6 білий король · b4 чорний пішак · d4 білий кінь · c3 чорний слон · f3 білий слон · h3 чорна тура · c2 чорний пішак · f2 чорна тура · h2 чорний пішак | a8 білий кінь · c8 чорний король · b7 чорний пішак · a6 чорний ферзь · c6 чорний пішак · f6 білий король · b4 чорний пішак · d4 білий кінь · c3 чорний слон · f3 білий слон · h3 чорна тура · c2 чорний пішак · f2 чорна тура · h2 чорний пішак | 8 |
| 7 | a8 білий кінь · c8 чорний король · b7 чорний пішак · a6 чорний ферзь · c6 чорний пішак · f6 білий король · b4 чорний пішак · d4 білий кінь · c3 чорний слон · f3 білий слон · h3 чорна тура · c2 чорний пішак · f2 чорна тура · h2 чорний пішак | a8 білий кінь · c8 чорний король · b7 чорний пішак · a6 чорний ферзь · c6 чорний пішак · f6 білий король · b4 чорний пішак · d4 білий кінь · c3 чорний слон · f3 білий слон · h3 чорна тура · c2 чорний пішак · f2 чорна тура · h2 чорний пішак | a8 білий кінь · c8 чорний король · b7 чорний пішак · a6 чорний ферзь · c6 чорний пішак · f6 білий король · b4 чорний пішак · d4 білий кінь · c3 чорний слон · f3 білий слон · h3 чорна тура · c2 чорний пішак · f2 чорна тура · h2 чорний пішак | a8 білий кінь · c8 чорний король · b7 чорний пішак · a6 чорний ферзь · c6 чорний пішак · f6 білий король · b4 чорний пішак · d4 білий кінь · c3 чорний слон · f3 білий слон · h3 чорна тура · c2 чорний пішак · f2 чорна тура · h2 чорний пішак | a8 білий кінь · c8 чорний король · b7 чорний пішак · a6 чорний ферзь · c6 чорний пішак · f6 білий король · b4 чорний пішак · d4 білий кінь · c3 чорний слон · f3 білий слон · h3 чорна тура · c2 чорний пішак · f2 чорна тура · h2 чорний пішак | a8 білий кінь · c8 чорний король · b7 чорний пішак · a6 чорний ферзь · c6 чорний пішак · f6 білий король · b4 чорний пішак · d4 білий кінь · c3 чорний слон · f3 білий слон · h3 чорна тура · c2 чорний пішак · f2 чорна тура · h2 чорний пішак | a8 білий кінь · c8 чорний король · b7 чорний пішак · a6 чорний ферзь · c6 чорний пішак · f6 білий король · b4 чорний пішак · d4 білий кінь · c3 чорний слон · f3 білий слон · h3 чорна тура · c2 чорний пішак · f2 чорна тура · h2 чорний пішак | a8 білий кінь · c8 чорний король · b7 чорний пішак · a6 чорний ферзь · c6 чорний пішак · f6 білий король · b4 чорний пішак · d4 білий кінь · c3 чорний слон · f3 білий слон · h3 чорна тура · c2 чорний пішак · f2 чорна тура · h2 чорний пішак | 7 |
| 6 | a8 білий кінь · c8 чорний король · b7 чорний пішак · a6 чорний ферзь · c6 чорний пішак · f6 білий король · b4 чорний пішак · d4 білий кінь · c3 чорний слон · f3 білий слон · h3 чорна тура · c2 чорний пішак · f2 чорна тура · h2 чорний пішак | a8 білий кінь · c8 чорний король · b7 чорний пішак · a6 чорний ферзь · c6 чорний пішак · f6 білий король · b4 чорний пішак · d4 білий кінь · c3 чорний слон · f3 білий слон · h3 чорна тура · c2 чорний пішак · f2 чорна тура · h2 чорний пішак | a8 білий кінь · c8 чорний король · b7 чорний пішак · a6 чорний ферзь · c6 чорний пішак · f6 білий король · b4 чорний пішак · d4 білий кінь · c3 чорний слон · f3 білий слон · h3 чорна тура · c2 чорний пішак · f2 чорна тура · h2 чорний пішак | a8 білий кінь · c8 чорний король · b7 чорний пішак · a6 чорний ферзь · c6 чорний пішак · f6 білий король · b4 чорний пішак · d4 білий кінь · c3 чорний слон · f3 білий слон · h3 чорна тура · c2 чорний пішак · f2 чорна тура · h2 чорний пішак | a8 білий кінь · c8 чорний король · b7 чорний пішак · a6 чорний ферзь · c6 чорний пішак · f6 білий король · b4 чорний пішак · d4 білий кінь · c3 чорний слон · f3 білий слон · h3 чорна тура · c2 чорний пішак · f2 чорна тура · h2 чорний пішак | a8 білий кінь · c8 чорний король · b7 чорний пішак · a6 чорний ферзь · c6 чорний пішак · f6 білий король · b4 чорний пішак · d4 білий кінь · c3 чорний слон · f3 білий слон · h3 чорна тура · c2 чорний пішак · f2 чорна тура · h2 чорний пішак | a8 білий кінь · c8 чорний король · b7 чорний пішак · a6 чорний ферзь · c6 чорний пішак · f6 білий король · b4 чорний пішак · d4 білий кінь · c3 чорний слон · f3 білий слон · h3 чорна тура · c2 чорний пішак · f2 чорна тура · h2 чорний пішак | a8 білий кінь · c8 чорний король · b7 чорний пішак · a6 чорний ферзь · c6 чорний пішак · f6 білий король · b4 чорний пішак · d4 білий кінь · c3 чорний слон · f3 білий слон · h3 чорна тура · c2 чорний пішак · f2 чорна тура · h2 чорний пішак | 6 |
| 5 | a8 білий кінь · c8 чорний король · b7 чорний пішак · a6 чорний ферзь · c6 чорний пішак · f6 білий король · b4 чорний пішак · d4 білий кінь · c3 чорний слон · f3 білий слон · h3 чорна тура · c2 чорний пішак · f2 чорна тура · h2 чорний пішак | a8 білий кінь · c8 чорний король · b7 чорний пішак · a6 чорний ферзь · c6 чорний пішак · f6 білий король · b4 чорний пішак · d4 білий кінь · c3 чорний слон · f3 білий слон · h3 чорна тура · c2 чорний пішак · f2 чорна тура · h2 чорний пішак | a8 білий кінь · c8 чорний король · b7 чорний пішак · a6 чорний ферзь · c6 чорний пішак · f6 білий король · b4 чорний пішак · d4 білий кінь · c3 чорний слон · f3 білий слон · h3 чорна тура · c2 чорний пішак · f2 чорна тура · h2 чорний пішак | a8 білий кінь · c8 чорний король · b7 чорний пішак · a6 чорний ферзь · c6 чорний пішак · f6 білий король · b4 чорний пішак · d4 білий кінь · c3 чорний слон · f3 білий слон · h3 чорна тура · c2 чорний пішак · f2 чорна тура · h2 чорний пішак | a8 білий кінь · c8 чорний король · b7 чорний пішак · a6 чорний ферзь · c6 чорний пішак · f6 білий король · b4 чорний пішак · d4 білий кінь · c3 чорний слон · f3 білий слон · h3 чорна тура · c2 чорний пішак · f2 чорна тура · h2 чорний пішак | a8 білий кінь · c8 чорний король · b7 чорний пішак · a6 чорний ферзь · c6 чорний пішак · f6 білий король · b4 чорний пішак · d4 білий кінь · c3 чорний слон · f3 білий слон · h3 чорна тура · c2 чорний пішак · f2 чорна тура · h2 чорний пішак | a8 білий кінь · c8 чорний король · b7 чорний пішак · a6 чорний ферзь · c6 чорний пішак · f6 білий король · b4 чорний пішак · d4 білий кінь · c3 чорний слон · f3 білий слон · h3 чорна тура · c2 чорний пішак · f2 чорна тура · h2 чорний пішак | a8 білий кінь · c8 чорний король · b7 чорний пішак · a6 чорний ферзь · c6 чорний пішак · f6 білий король · b4 чорний пішак · d4 білий кінь · c3 чорний слон · f3 білий слон · h3 чорна тура · c2 чорний пішак · f2 чорна тура · h2 чорний пішак | 5 |
| 4 | a8 білий кінь · c8 чорний король · b7 чорний пішак · a6 чорний ферзь · c6 чорний пішак · f6 білий король · b4 чорний пішак · d4 білий кінь · c3 чорний слон · f3 білий слон · h3 чорна тура · c2 чорний пішак · f2 чорна тура · h2 чорний пішак | a8 білий кінь · c8 чорний король · b7 чорний пішак · a6 чорний ферзь · c6 чорний пішак · f6 білий король · b4 чорний пішак · d4 білий кінь · c3 чорний слон · f3 білий слон · h3 чорна тура · c2 чорний пішак · f2 чорна тура · h2 чорний пішак | a8 білий кінь · c8 чорний король · b7 чорний пішак · a6 чорний ферзь · c6 чорний пішак · f6 білий король · b4 чорний пішак · d4 білий кінь · c3 чорний слон · f3 білий слон · h3 чорна тура · c2 чорний пішак · f2 чорна тура · h2 чорний пішак | a8 білий кінь · c8 чорний король · b7 чорний пішак · a6 чорний ферзь · c6 чорний пішак · f6 білий король · b4 чорний пішак · d4 білий кінь · c3 чорний слон · f3 білий слон · h3 чорна тура · c2 чорний пішак · f2 чорна тура · h2 чорний пішак | a8 білий кінь · c8 чорний король · b7 чорний пішак · a6 чорний ферзь · c6 чорний пішак · f6 білий король · b4 чорний пішак · d4 білий кінь · c3 чорний слон · f3 білий слон · h3 чорна тура · c2 чорний пішак · f2 чорна тура · h2 чорний пішак | a8 білий кінь · c8 чорний король · b7 чорний пішак · a6 чорний ферзь · c6 чорний пішак · f6 білий король · b4 чорний пішак · d4 білий кінь · c3 чорний слон · f3 білий слон · h3 чорна тура · c2 чорний пішак · f2 чорна тура · h2 чорний пішак | a8 білий кінь · c8 чорний король · b7 чорний пішак · a6 чорний ферзь · c6 чорний пішак · f6 білий король · b4 чорний пішак · d4 білий кінь · c3 чорний слон · f3 білий слон · h3 чорна тура · c2 чорний пішак · f2 чорна тура · h2 чорний пішак | a8 білий кінь · c8 чорний король · b7 чорний пішак · a6 чорний ферзь · c6 чорний пішак · f6 білий король · b4 чорний пішак · d4 білий кінь · c3 чорний слон · f3 білий слон · h3 чорна тура · c2 чорний пішак · f2 чорна тура · h2 чорний пішак | 4 |
| 3 | a8 білий кінь · c8 чорний король · b7 чорний пішак · a6 чорний ферзь · c6 чорний пішак · f6 білий король · b4 чорний пішак · d4 білий кінь · c3 чорний слон · f3 білий слон · h3 чорна тура · c2 чорний пішак · f2 чорна тура · h2 чорний пішак | a8 білий кінь · c8 чорний король · b7 чорний пішак · a6 чорний ферзь · c6 чорний пішак · f6 білий король · b4 чорний пішак · d4 білий кінь · c3 чорний слон · f3 білий слон · h3 чорна тура · c2 чорний пішак · f2 чорна тура · h2 чорний пішак | a8 білий кінь · c8 чорний король · b7 чорний пішак · a6 чорний ферзь · c6 чорний пішак · f6 білий король · b4 чорний пішак · d4 білий кінь · c3 чорний слон · f3 білий слон · h3 чорна тура · c2 чорний пішак · f2 чорна тура · h2 чорний пішак | a8 білий кінь · c8 чорний король · b7 чорний пішак · a6 чорний ферзь · c6 чорний пішак · f6 білий король · b4 чорний пішак · d4 білий кінь · c3 чорний слон · f3 білий слон · h3 чорна тура · c2 чорний пішак · f2 чорна тура · h2 чорний пішак | a8 білий кінь · c8 чорний король · b7 чорний пішак · a6 чорний ферзь · c6 чорний пішак · f6 білий король · b4 чорний пішак · d4 білий кінь · c3 чорний слон · f3 білий слон · h3 чорна тура · c2 чорний пішак · f2 чорна тура · h2 чорний пішак | a8 білий кінь · c8 чорний король · b7 чорний пішак · a6 чорний ферзь · c6 чорний пішак · f6 білий король · b4 чорний пішак · d4 білий кінь · c3 чорний слон · f3 білий слон · h3 чорна тура · c2 чорний пішак · f2 чорна тура · h2 чорний пішак | a8 білий кінь · c8 чорний король · b7 чорний пішак · a6 чорний ферзь · c6 чорний пішак · f6 білий король · b4 чорний пішак · d4 білий кінь · c3 чорний слон · f3 білий слон · h3 чорна тура · c2 чорний пішак · f2 чорна тура · h2 чорний пішак | a8 білий кінь · c8 чорний король · b7 чорний пішак · a6 чорний ферзь · c6 чорний пішак · f6 білий король · b4 чорний пішак · d4 білий кінь · c3 чорний слон · f3 білий слон · h3 чорна тура · c2 чорний пішак · f2 чорна тура · h2 чорний пішак | 3 |
| 2 | a8 білий кінь · c8 чорний король · b7 чорний пішак · a6 чорний ферзь · c6 чорний пішак · f6 білий король · b4 чорний пішак · d4 білий кінь · c3 чорний слон · f3 білий слон · h3 чорна тура · c2 чорний пішак · f2 чорна тура · h2 чорний пішак | a8 білий кінь · c8 чорний король · b7 чорний пішак · a6 чорний ферзь · c6 чорний пішак · f6 білий король · b4 чорний пішак · d4 білий кінь · c3 чорний слон · f3 білий слон · h3 чорна тура · c2 чорний пішак · f2 чорна тура · h2 чорний пішак | a8 білий кінь · c8 чорний король · b7 чорний пішак · a6 чорний ферзь · c6 чорний пішак · f6 білий король · b4 чорний пішак · d4 білий кінь · c3 чорний слон · f3 білий слон · h3 чорна тура · c2 чорний пішак · f2 чорна тура · h2 чорний пішак | a8 білий кінь · c8 чорний король · b7 чорний пішак · a6 чорний ферзь · c6 чорний пішак · f6 білий король · b4 чорний пішак · d4 білий кінь · c3 чорний слон · f3 білий слон · h3 чорна тура · c2 чорний пішак · f2 чорна тура · h2 чорний пішак | a8 білий кінь · c8 чорний король · b7 чорний пішак · a6 чорний ферзь · c6 чорний пішак · f6 білий король · b4 чорний пішак · d4 білий кінь · c3 чорний слон · f3 білий слон · h3 чорна тура · c2 чорний пішак · f2 чорна тура · h2 чорний пішак | a8 білий кінь · c8 чорний король · b7 чорний пішак · a6 чорний ферзь · c6 чорний пішак · f6 білий король · b4 чорний пішак · d4 білий кінь · c3 чорний слон · f3 білий слон · h3 чорна тура · c2 чорний пішак · f2 чорна тура · h2 чорний пішак | a8 білий кінь · c8 чорний король · b7 чорний пішак · a6 чорний ферзь · c6 чорний пішак · f6 білий король · b4 чорний пішак · d4 білий кінь · c3 чорний слон · f3 білий слон · h3 чорна тура · c2 чорний пішак · f2 чорна тура · h2 чорний пішак | a8 білий кінь · c8 чорний король · b7 чорний пішак · a6 чорний ферзь · c6 чорний пішак · f6 білий король · b4 чорний пішак · d4 білий кінь · c3 чорний слон · f3 білий слон · h3 чорна тура · c2 чорний пішак · f2 чорна тура · h2 чорний пішак | 2 |
| 1 | a8 білий кінь · c8 чорний король · b7 чорний пішак · a6 чорний ферзь · c6 чорний пішак · f6 білий король · b4 чорний пішак · d4 білий кінь · c3 чорний слон · f3 білий слон · h3 чорна тура · c2 чорний пішак · f2 чорна тура · h2 чорний пішак | a8 білий кінь · c8 чорний король · b7 чорний пішак · a6 чорний ферзь · c6 чорний пішак · f6 білий король · b4 чорний пішак · d4 білий кінь · c3 чорний слон · f3 білий слон · h3 чорна тура · c2 чорний пішак · f2 чорна тура · h2 чорний пішак | a8 білий кінь · c8 чорний король · b7 чорний пішак · a6 чорний ферзь · c6 чорний пішак · f6 білий король · b4 чорний пішак · d4 білий кінь · c3 чорний слон · f3 білий слон · h3 чорна тура · c2 чорний пішак · f2 чорна тура · h2 чорний пішак | a8 білий кінь · c8 чорний король · b7 чорний пішак · a6 чорний ферзь · c6 чорний пішак · f6 білий король · b4 чорний пішак · d4 білий кінь · c3 чорний слон · f3 білий слон · h3 чорна тура · c2 чорний пішак · f2 чорна тура · h2 чорний пішак | a8 білий кінь · c8 чорний король · b7 чорний пішак · a6 чорний ферзь · c6 чорний пішак · f6 білий король · b4 чорний пішак · d4 білий кінь · c3 чорний слон · f3 білий слон · h3 чорна тура · c2 чорний пішак · f2 чорна тура · h2 чорний пішак | a8 білий кінь · c8 чорний король · b7 чорний пішак · a6 чорний ферзь · c6 чорний пішак · f6 білий король · b4 чорний пішак · d4 білий кінь · c3 чорний слон · f3 білий слон · h3 чорна тура · c2 чорний пішак · f2 чорна тура · h2 чорний пішак | a8 білий кінь · c8 чорний король · b7 чорний пішак · a6 чорний ферзь · c6 чорний пішак · f6 білий король · b4 чорний пішак · d4 білий кінь · c3 чорний слон · f3 білий слон · h3 чорна тура · c2 чорний пішак · f2 чорна тура · h2 чорний пішак | a8 білий кінь · c8 чорний король · b7 чорний пішак · a6 чорний ферзь · c6 чорний пішак · f6 білий король · b4 чорний пішак · d4 білий кінь · c3 чорний слон · f3 білий слон · h3 чорна тура · c2 чорний пішак · f2 чорна тура · h2 чорний пішак | 1 |
|   | a | b | c | d | e | f | g | h |   |

b) c8 → a5

a) 1. Ld2! — розв'язування білого коня   S:c6! — самозв'язування коня
    2. Lf4  — розв'язування білого слона  Lg4#

b) 1. Te2! — розв'язування білого слона  L:c6! — самозв'язування слона
    2. Te5  — розв'язування білого коня     Sb3#

## Циклічна форма теми
Циклічну форму виразити набагато важче. Циклічна форма теми — це як мінімум три рішення, тобто, або три фази в позиції Неймана, або в трьох близнюках. Після спроби чорних розв'язати білу фігуру «А», білі знову її зв'язують, тобто відмовляються від того, щоб ця фігура була розв'язана. Тоді чорні розв'язують білу фігуру «В», після чого вона оголошує мат чорному королю. У другій фазі — чорні розв'язують білу фігуру «В», але білі її зв'язують. Тепер мат оголосить біла фігура «С». У третій фазі — чорні розв'язують білу фігуру «С», але вона тут же зв'язується білими. Матує, розв'язана чорними, біла фігура «А». Цикл замкнувся.
|   | a | b | c | d | e | f | g | h |   |
| 8 | b7 чорний пішак · c7 чорний пішак · d7 чорний ферзь · h7 чорний слон · b6 чорний слон · e6 чорний король · a5 чорний пішак · d5 чорний пішак · f5 біла тура · h5 чорний кінь · f4 білий пішак · g4 чорний пішак · h4 чорний пішак · a3 чорна тура · b3 білий слон · d3 білий король · e3 білий кінь · h3 чорна тура · a2 чорний пішак · f2 чорний пішак | b7 чорний пішак · c7 чорний пішак · d7 чорний ферзь · h7 чорний слон · b6 чорний слон · e6 чорний король · a5 чорний пішак · d5 чорний пішак · f5 біла тура · h5 чорний кінь · f4 білий пішак · g4 чорний пішак · h4 чорний пішак · a3 чорна тура · b3 білий слон · d3 білий король · e3 білий кінь · h3 чорна тура · a2 чорний пішак · f2 чорний пішак | b7 чорний пішак · c7 чорний пішак · d7 чорний ферзь · h7 чорний слон · b6 чорний слон · e6 чорний король · a5 чорний пішак · d5 чорний пішак · f5 біла тура · h5 чорний кінь · f4 білий пішак · g4 чорний пішак · h4 чорний пішак · a3 чорна тура · b3 білий слон · d3 білий король · e3 білий кінь · h3 чорна тура · a2 чорний пішак · f2 чорний пішак | b7 чорний пішак · c7 чорний пішак · d7 чорний ферзь · h7 чорний слон · b6 чорний слон · e6 чорний король · a5 чорний пішак · d5 чорний пішак · f5 біла тура · h5 чорний кінь · f4 білий пішак · g4 чорний пішак · h4 чорний пішак · a3 чорна тура · b3 білий слон · d3 білий король · e3 білий кінь · h3 чорна тура · a2 чорний пішак · f2 чорний пішак | b7 чорний пішак · c7 чорний пішак · d7 чорний ферзь · h7 чорний слон · b6 чорний слон · e6 чорний король · a5 чорний пішак · d5 чорний пішак · f5 біла тура · h5 чорний кінь · f4 білий пішак · g4 чорний пішак · h4 чорний пішак · a3 чорна тура · b3 білий слон · d3 білий король · e3 білий кінь · h3 чорна тура · a2 чорний пішак · f2 чорний пішак | b7 чорний пішак · c7 чорний пішак · d7 чорний ферзь · h7 чорний слон · b6 чорний слон · e6 чорний король · a5 чорний пішак · d5 чорний пішак · f5 біла тура · h5 чорний кінь · f4 білий пішак · g4 чорний пішак · h4 чорний пішак · a3 чорна тура · b3 білий слон · d3 білий король · e3 білий кінь · h3 чорна тура · a2 чорний пішак · f2 чорний пішак | b7 чорний пішак · c7 чорний пішак · d7 чорний ферзь · h7 чорний слон · b6 чорний слон · e6 чорний король · a5 чорний пішак · d5 чорний пішак · f5 біла тура · h5 чорний кінь · f4 білий пішак · g4 чорний пішак · h4 чорний пішак · a3 чорна тура · b3 білий слон · d3 білий король · e3 білий кінь · h3 чорна тура · a2 чорний пішак · f2 чорний пішак | b7 чорний пішак · c7 чорний пішак · d7 чорний ферзь · h7 чорний слон · b6 чорний слон · e6 чорний король · a5 чорний пішак · d5 чорний пішак · f5 біла тура · h5 чорний кінь · f4 білий пішак · g4 чорний пішак · h4 чорний пішак · a3 чорна тура · b3 білий слон · d3 білий король · e3 білий кінь · h3 чорна тура · a2 чорний пішак · f2 чорний пішак | 8 |
| 7 | b7 чорний пішак · c7 чорний пішак · d7 чорний ферзь · h7 чорний слон · b6 чорний слон · e6 чорний король · a5 чорний пішак · d5 чорний пішак · f5 біла тура · h5 чорний кінь · f4 білий пішак · g4 чорний пішак · h4 чорний пішак · a3 чорна тура · b3 білий слон · d3 білий король · e3 білий кінь · h3 чорна тура · a2 чорний пішак · f2 чорний пішак | b7 чорний пішак · c7 чорний пішак · d7 чорний ферзь · h7 чорний слон · b6 чорний слон · e6 чорний король · a5 чорний пішак · d5 чорний пішак · f5 біла тура · h5 чорний кінь · f4 білий пішак · g4 чорний пішак · h4 чорний пішак · a3 чорна тура · b3 білий слон · d3 білий король · e3 білий кінь · h3 чорна тура · a2 чорний пішак · f2 чорний пішак | b7 чорний пішак · c7 чорний пішак · d7 чорний ферзь · h7 чорний слон · b6 чорний слон · e6 чорний король · a5 чорний пішак · d5 чорний пішак · f5 біла тура · h5 чорний кінь · f4 білий пішак · g4 чорний пішак · h4 чорний пішак · a3 чорна тура · b3 білий слон · d3 білий король · e3 білий кінь · h3 чорна тура · a2 чорний пішак · f2 чорний пішак | b7 чорний пішак · c7 чорний пішак · d7 чорний ферзь · h7 чорний слон · b6 чорний слон · e6 чорний король · a5 чорний пішак · d5 чорний пішак · f5 біла тура · h5 чорний кінь · f4 білий пішак · g4 чорний пішак · h4 чорний пішак · a3 чорна тура · b3 білий слон · d3 білий король · e3 білий кінь · h3 чорна тура · a2 чорний пішак · f2 чорний пішак | b7 чорний пішак · c7 чорний пішак · d7 чорний ферзь · h7 чорний слон · b6 чорний слон · e6 чорний король · a5 чорний пішак · d5 чорний пішак · f5 біла тура · h5 чорний кінь · f4 білий пішак · g4 чорний пішак · h4 чорний пішак · a3 чорна тура · b3 білий слон · d3 білий король · e3 білий кінь · h3 чорна тура · a2 чорний пішак · f2 чорний пішак | b7 чорний пішак · c7 чорний пішак · d7 чорний ферзь · h7 чорний слон · b6 чорний слон · e6 чорний король · a5 чорний пішак · d5 чорний пішак · f5 біла тура · h5 чорний кінь · f4 білий пішак · g4 чорний пішак · h4 чорний пішак · a3 чорна тура · b3 білий слон · d3 білий король · e3 білий кінь · h3 чорна тура · a2 чорний пішак · f2 чорний пішак | b7 чорний пішак · c7 чорний пішак · d7 чорний ферзь · h7 чорний слон · b6 чорний слон · e6 чорний король · a5 чорний пішак · d5 чорний пішак · f5 біла тура · h5 чорний кінь · f4 білий пішак · g4 чорний пішак · h4 чорний пішак · a3 чорна тура · b3 білий слон · d3 білий король · e3 білий кінь · h3 чорна тура · a2 чорний пішак · f2 чорний пішак | b7 чорний пішак · c7 чорний пішак · d7 чорний ферзь · h7 чорний слон · b6 чорний слон · e6 чорний король · a5 чорний пішак · d5 чорний пішак · f5 біла тура · h5 чорний кінь · f4 білий пішак · g4 чорний пішак · h4 чорний пішак · a3 чорна тура · b3 білий слон · d3 білий король · e3 білий кінь · h3 чорна тура · a2 чорний пішак · f2 чорний пішак | 7 |
| 6 | b7 чорний пішак · c7 чорний пішак · d7 чорний ферзь · h7 чорний слон · b6 чорний слон · e6 чорний король · a5 чорний пішак · d5 чорний пішак · f5 біла тура · h5 чорний кінь · f4 білий пішак · g4 чорний пішак · h4 чорний пішак · a3 чорна тура · b3 білий слон · d3 білий король · e3 білий кінь · h3 чорна тура · a2 чорний пішак · f2 чорний пішак | b7 чорний пішак · c7 чорний пішак · d7 чорний ферзь · h7 чорний слон · b6 чорний слон · e6 чорний король · a5 чорний пішак · d5 чорний пішак · f5 біла тура · h5 чорний кінь · f4 білий пішак · g4 чорний пішак · h4 чорний пішак · a3 чорна тура · b3 білий слон · d3 білий король · e3 білий кінь · h3 чорна тура · a2 чорний пішак · f2 чорний пішак | b7 чорний пішак · c7 чорний пішак · d7 чорний ферзь · h7 чорний слон · b6 чорний слон · e6 чорний король · a5 чорний пішак · d5 чорний пішак · f5 біла тура · h5 чорний кінь · f4 білий пішак · g4 чорний пішак · h4 чорний пішак · a3 чорна тура · b3 білий слон · d3 білий король · e3 білий кінь · h3 чорна тура · a2 чорний пішак · f2 чорний пішак | b7 чорний пішак · c7 чорний пішак · d7 чорний ферзь · h7 чорний слон · b6 чорний слон · e6 чорний король · a5 чорний пішак · d5 чорний пішак · f5 біла тура · h5 чорний кінь · f4 білий пішак · g4 чорний пішак · h4 чорний пішак · a3 чорна тура · b3 білий слон · d3 білий король · e3 білий кінь · h3 чорна тура · a2 чорний пішак · f2 чорний пішак | b7 чорний пішак · c7 чорний пішак · d7 чорний ферзь · h7 чорний слон · b6 чорний слон · e6 чорний король · a5 чорний пішак · d5 чорний пішак · f5 біла тура · h5 чорний кінь · f4 білий пішак · g4 чорний пішак · h4 чорний пішак · a3 чорна тура · b3 білий слон · d3 білий король · e3 білий кінь · h3 чорна тура · a2 чорний пішак · f2 чорний пішак | b7 чорний пішак · c7 чорний пішак · d7 чорний ферзь · h7 чорний слон · b6 чорний слон · e6 чорний король · a5 чорний пішак · d5 чорний пішак · f5 біла тура · h5 чорний кінь · f4 білий пішак · g4 чорний пішак · h4 чорний пішак · a3 чорна тура · b3 білий слон · d3 білий король · e3 білий кінь · h3 чорна тура · a2 чорний пішак · f2 чорний пішак | b7 чорний пішак · c7 чорний пішак · d7 чорний ферзь · h7 чорний слон · b6 чорний слон · e6 чорний король · a5 чорний пішак · d5 чорний пішак · f5 біла тура · h5 чорний кінь · f4 білий пішак · g4 чорний пішак · h4 чорний пішак · a3 чорна тура · b3 білий слон · d3 білий король · e3 білий кінь · h3 чорна тура · a2 чорний пішак · f2 чорний пішак | b7 чорний пішак · c7 чорний пішак · d7 чорний ферзь · h7 чорний слон · b6 чорний слон · e6 чорний король · a5 чорний пішак · d5 чорний пішак · f5 біла тура · h5 чорний кінь · f4 білий пішак · g4 чорний пішак · h4 чорний пішак · a3 чорна тура · b3 білий слон · d3 білий король · e3 білий кінь · h3 чорна тура · a2 чорний пішак · f2 чорний пішак | 6 |
| 5 | b7 чорний пішак · c7 чорний пішак · d7 чорний ферзь · h7 чорний слон · b6 чорний слон · e6 чорний король · a5 чорний пішак · d5 чорний пішак · f5 біла тура · h5 чорний кінь · f4 білий пішак · g4 чорний пішак · h4 чорний пішак · a3 чорна тура · b3 білий слон · d3 білий король · e3 білий кінь · h3 чорна тура · a2 чорний пішак · f2 чорний пішак | b7 чорний пішак · c7 чорний пішак · d7 чорний ферзь · h7 чорний слон · b6 чорний слон · e6 чорний король · a5 чорний пішак · d5 чорний пішак · f5 біла тура · h5 чорний кінь · f4 білий пішак · g4 чорний пішак · h4 чорний пішак · a3 чорна тура · b3 білий слон · d3 білий король · e3 білий кінь · h3 чорна тура · a2 чорний пішак · f2 чорний пішак | b7 чорний пішак · c7 чорний пішак · d7 чорний ферзь · h7 чорний слон · b6 чорний слон · e6 чорний король · a5 чорний пішак · d5 чорний пішак · f5 біла тура · h5 чорний кінь · f4 білий пішак · g4 чорний пішак · h4 чорний пішак · a3 чорна тура · b3 білий слон · d3 білий король · e3 білий кінь · h3 чорна тура · a2 чорний пішак · f2 чорний пішак | b7 чорний пішак · c7 чорний пішак · d7 чорний ферзь · h7 чорний слон · b6 чорний слон · e6 чорний король · a5 чорний пішак · d5 чорний пішак · f5 біла тура · h5 чорний кінь · f4 білий пішак · g4 чорний пішак · h4 чорний пішак · a3 чорна тура · b3 білий слон · d3 білий король · e3 білий кінь · h3 чорна тура · a2 чорний пішак · f2 чорний пішак | b7 чорний пішак · c7 чорний пішак · d7 чорний ферзь · h7 чорний слон · b6 чорний слон · e6 чорний король · a5 чорний пішак · d5 чорний пішак · f5 біла тура · h5 чорний кінь · f4 білий пішак · g4 чорний пішак · h4 чорний пішак · a3 чорна тура · b3 білий слон · d3 білий король · e3 білий кінь · h3 чорна тура · a2 чорний пішак · f2 чорний пішак | b7 чорний пішак · c7 чорний пішак · d7 чорний ферзь · h7 чорний слон · b6 чорний слон · e6 чорний король · a5 чорний пішак · d5 чорний пішак · f5 біла тура · h5 чорний кінь · f4 білий пішак · g4 чорний пішак · h4 чорний пішак · a3 чорна тура · b3 білий слон · d3 білий король · e3 білий кінь · h3 чорна тура · a2 чорний пішак · f2 чорний пішак | b7 чорний пішак · c7 чорний пішак · d7 чорний ферзь · h7 чорний слон · b6 чорний слон · e6 чорний король · a5 чорний пішак · d5 чорний пішак · f5 біла тура · h5 чорний кінь · f4 білий пішак · g4 чорний пішак · h4 чорний пішак · a3 чорна тура · b3 білий слон · d3 білий король · e3 білий кінь · h3 чорна тура · a2 чорний пішак · f2 чорний пішак | b7 чорний пішак · c7 чорний пішак · d7 чорний ферзь · h7 чорний слон · b6 чорний слон · e6 чорний король · a5 чорний пішак · d5 чорний пішак · f5 біла тура · h5 чорний кінь · f4 білий пішак · g4 чорний пішак · h4 чорний пішак · a3 чорна тура · b3 білий слон · d3 білий король · e3 білий кінь · h3 чорна тура · a2 чорний пішак · f2 чорний пішак | 5 |
| 4 | b7 чорний пішак · c7 чорний пішак · d7 чорний ферзь · h7 чорний слон · b6 чорний слон · e6 чорний король · a5 чорний пішак · d5 чорний пішак · f5 біла тура · h5 чорний кінь · f4 білий пішак · g4 чорний пішак · h4 чорний пішак · a3 чорна тура · b3 білий слон · d3 білий король · e3 білий кінь · h3 чорна тура · a2 чорний пішак · f2 чорний пішак | b7 чорний пішак · c7 чорний пішак · d7 чорний ферзь · h7 чорний слон · b6 чорний слон · e6 чорний король · a5 чорний пішак · d5 чорний пішак · f5 біла тура · h5 чорний кінь · f4 білий пішак · g4 чорний пішак · h4 чорний пішак · a3 чорна тура · b3 білий слон · d3 білий король · e3 білий кінь · h3 чорна тура · a2 чорний пішак · f2 чорний пішак | b7 чорний пішак · c7 чорний пішак · d7 чорний ферзь · h7 чорний слон · b6 чорний слон · e6 чорний король · a5 чорний пішак · d5 чорний пішак · f5 біла тура · h5 чорний кінь · f4 білий пішак · g4 чорний пішак · h4 чорний пішак · a3 чорна тура · b3 білий слон · d3 білий король · e3 білий кінь · h3 чорна тура · a2 чорний пішак · f2 чорний пішак | b7 чорний пішак · c7 чорний пішак · d7 чорний ферзь · h7 чорний слон · b6 чорний слон · e6 чорний король · a5 чорний пішак · d5 чорний пішак · f5 біла тура · h5 чорний кінь · f4 білий пішак · g4 чорний пішак · h4 чорний пішак · a3 чорна тура · b3 білий слон · d3 білий король · e3 білий кінь · h3 чорна тура · a2 чорний пішак · f2 чорний пішак | b7 чорний пішак · c7 чорний пішак · d7 чорний ферзь · h7 чорний слон · b6 чорний слон · e6 чорний король · a5 чорний пішак · d5 чорний пішак · f5 біла тура · h5 чорний кінь · f4 білий пішак · g4 чорний пішак · h4 чорний пішак · a3 чорна тура · b3 білий слон · d3 білий король · e3 білий кінь · h3 чорна тура · a2 чорний пішак · f2 чорний пішак | b7 чорний пішак · c7 чорний пішак · d7 чорний ферзь · h7 чорний слон · b6 чорний слон · e6 чорний король · a5 чорний пішак · d5 чорний пішак · f5 біла тура · h5 чорний кінь · f4 білий пішак · g4 чорний пішак · h4 чорний пішак · a3 чорна тура · b3 білий слон · d3 білий король · e3 білий кінь · h3 чорна тура · a2 чорний пішак · f2 чорний пішак | b7 чорний пішак · c7 чорний пішак · d7 чорний ферзь · h7 чорний слон · b6 чорний слон · e6 чорний король · a5 чорний пішак · d5 чорний пішак · f5 біла тура · h5 чорний кінь · f4 білий пішак · g4 чорний пішак · h4 чорний пішак · a3 чорна тура · b3 білий слон · d3 білий король · e3 білий кінь · h3 чорна тура · a2 чорний пішак · f2 чорний пішак | b7 чорний пішак · c7 чорний пішак · d7 чорний ферзь · h7 чорний слон · b6 чорний слон · e6 чорний король · a5 чорний пішак · d5 чорний пішак · f5 біла тура · h5 чорний кінь · f4 білий пішак · g4 чорний пішак · h4 чорний пішак · a3 чорна тура · b3 білий слон · d3 білий король · e3 білий кінь · h3 чорна тура · a2 чорний пішак · f2 чорний пішак | 4 |
| 3 | b7 чорний пішак · c7 чорний пішак · d7 чорний ферзь · h7 чорний слон · b6 чорний слон · e6 чорний король · a5 чорний пішак · d5 чорний пішак · f5 біла тура · h5 чорний кінь · f4 білий пішак · g4 чорний пішак · h4 чорний пішак · a3 чорна тура · b3 білий слон · d3 білий король · e3 білий кінь · h3 чорна тура · a2 чорний пішак · f2 чорний пішак | b7 чорний пішак · c7 чорний пішак · d7 чорний ферзь · h7 чорний слон · b6 чорний слон · e6 чорний король · a5 чорний пішак · d5 чорний пішак · f5 біла тура · h5 чорний кінь · f4 білий пішак · g4 чорний пішак · h4 чорний пішак · a3 чорна тура · b3 білий слон · d3 білий король · e3 білий кінь · h3 чорна тура · a2 чорний пішак · f2 чорний пішак | b7 чорний пішак · c7 чорний пішак · d7 чорний ферзь · h7 чорний слон · b6 чорний слон · e6 чорний король · a5 чорний пішак · d5 чорний пішак · f5 біла тура · h5 чорний кінь · f4 білий пішак · g4 чорний пішак · h4 чорний пішак · a3 чорна тура · b3 білий слон · d3 білий король · e3 білий кінь · h3 чорна тура · a2 чорний пішак · f2 чорний пішак | b7 чорний пішак · c7 чорний пішак · d7 чорний ферзь · h7 чорний слон · b6 чорний слон · e6 чорний король · a5 чорний пішак · d5 чорний пішак · f5 біла тура · h5 чорний кінь · f4 білий пішак · g4 чорний пішак · h4 чорний пішак · a3 чорна тура · b3 білий слон · d3 білий король · e3 білий кінь · h3 чорна тура · a2 чорний пішак · f2 чорний пішак | b7 чорний пішак · c7 чорний пішак · d7 чорний ферзь · h7 чорний слон · b6 чорний слон · e6 чорний король · a5 чорний пішак · d5 чорний пішак · f5 біла тура · h5 чорний кінь · f4 білий пішак · g4 чорний пішак · h4 чорний пішак · a3 чорна тура · b3 білий слон · d3 білий король · e3 білий кінь · h3 чорна тура · a2 чорний пішак · f2 чорний пішак | b7 чорний пішак · c7 чорний пішак · d7 чорний ферзь · h7 чорний слон · b6 чорний слон · e6 чорний король · a5 чорний пішак · d5 чорний пішак · f5 біла тура · h5 чорний кінь · f4 білий пішак · g4 чорний пішак · h4 чорний пішак · a3 чорна тура · b3 білий слон · d3 білий король · e3 білий кінь · h3 чорна тура · a2 чорний пішак · f2 чорний пішак | b7 чорний пішак · c7 чорний пішак · d7 чорний ферзь · h7 чорний слон · b6 чорний слон · e6 чорний король · a5 чорний пішак · d5 чорний пішак · f5 біла тура · h5 чорний кінь · f4 білий пішак · g4 чорний пішак · h4 чорний пішак · a3 чорна тура · b3 білий слон · d3 білий король · e3 білий кінь · h3 чорна тура · a2 чорний пішак · f2 чорний пішак | b7 чорний пішак · c7 чорний пішак · d7 чорний ферзь · h7 чорний слон · b6 чорний слон · e6 чорний король · a5 чорний пішак · d5 чорний пішак · f5 біла тура · h5 чорний кінь · f4 білий пішак · g4 чорний пішак · h4 чорний пішак · a3 чорна тура · b3 білий слон · d3 білий король · e3 білий кінь · h3 чорна тура · a2 чорний пішак · f2 чорний пішак | 3 |
| 2 | b7 чорний пішак · c7 чорний пішак · d7 чорний ферзь · h7 чорний слон · b6 чорний слон · e6 чорний король · a5 чорний пішак · d5 чорний пішак · f5 біла тура · h5 чорний кінь · f4 білий пішак · g4 чорний пішак · h4 чорний пішак · a3 чорна тура · b3 білий слон · d3 білий король · e3 білий кінь · h3 чорна тура · a2 чорний пішак · f2 чорний пішак | b7 чорний пішак · c7 чорний пішак · d7 чорний ферзь · h7 чорний слон · b6 чорний слон · e6 чорний король · a5 чорний пішак · d5 чорний пішак · f5 біла тура · h5 чорний кінь · f4 білий пішак · g4 чорний пішак · h4 чорний пішак · a3 чорна тура · b3 білий слон · d3 білий король · e3 білий кінь · h3 чорна тура · a2 чорний пішак · f2 чорний пішак | b7 чорний пішак · c7 чорний пішак · d7 чорний ферзь · h7 чорний слон · b6 чорний слон · e6 чорний король · a5 чорний пішак · d5 чорний пішак · f5 біла тура · h5 чорний кінь · f4 білий пішак · g4 чорний пішак · h4 чорний пішак · a3 чорна тура · b3 білий слон · d3 білий король · e3 білий кінь · h3 чорна тура · a2 чорний пішак · f2 чорний пішак | b7 чорний пішак · c7 чорний пішак · d7 чорний ферзь · h7 чорний слон · b6 чорний слон · e6 чорний король · a5 чорний пішак · d5 чорний пішак · f5 біла тура · h5 чорний кінь · f4 білий пішак · g4 чорний пішак · h4 чорний пішак · a3 чорна тура · b3 білий слон · d3 білий король · e3 білий кінь · h3 чорна тура · a2 чорний пішак · f2 чорний пішак | b7 чорний пішак · c7 чорний пішак · d7 чорний ферзь · h7 чорний слон · b6 чорний слон · e6 чорний король · a5 чорний пішак · d5 чорний пішак · f5 біла тура · h5 чорний кінь · f4 білий пішак · g4 чорний пішак · h4 чорний пішак · a3 чорна тура · b3 білий слон · d3 білий король · e3 білий кінь · h3 чорна тура · a2 чорний пішак · f2 чорний пішак | b7 чорний пішак · c7 чорний пішак · d7 чорний ферзь · h7 чорний слон · b6 чорний слон · e6 чорний король · a5 чорний пішак · d5 чорний пішак · f5 біла тура · h5 чорний кінь · f4 білий пішак · g4 чорний пішак · h4 чорний пішак · a3 чорна тура · b3 білий слон · d3 білий король · e3 білий кінь · h3 чорна тура · a2 чорний пішак · f2 чорний пішак | b7 чорний пішак · c7 чорний пішак · d7 чорний ферзь · h7 чорний слон · b6 чорний слон · e6 чорний король · a5 чорний пішак · d5 чорний пішак · f5 біла тура · h5 чорний кінь · f4 білий пішак · g4 чорний пішак · h4 чорний пішак · a3 чорна тура · b3 білий слон · d3 білий король · e3 білий кінь · h3 чорна тура · a2 чорний пішак · f2 чорний пішак | b7 чорний пішак · c7 чорний пішак · d7 чорний ферзь · h7 чорний слон · b6 чорний слон · e6 чорний король · a5 чорний пішак · d5 чорний пішак · f5 біла тура · h5 чорний кінь · f4 білий пішак · g4 чорний пішак · h4 чорний пішак · a3 чорна тура · b3 білий слон · d3 білий король · e3 білий кінь · h3 чорна тура · a2 чорний пішак · f2 чорний пішак | 2 |
| 1 | b7 чорний пішак · c7 чорний пішак · d7 чорний ферзь · h7 чорний слон · b6 чорний слон · e6 чорний король · a5 чорний пішак · d5 чорний пішак · f5 біла тура · h5 чорний кінь · f4 білий пішак · g4 чорний пішак · h4 чорний пішак · a3 чорна тура · b3 білий слон · d3 білий король · e3 білий кінь · h3 чорна тура · a2 чорний пішак · f2 чорний пішак | b7 чорний пішак · c7 чорний пішак · d7 чорний ферзь · h7 чорний слон · b6 чорний слон · e6 чорний король · a5 чорний пішак · d5 чорний пішак · f5 біла тура · h5 чорний кінь · f4 білий пішак · g4 чорний пішак · h4 чорний пішак · a3 чорна тура · b3 білий слон · d3 білий король · e3 білий кінь · h3 чорна тура · a2 чорний пішак · f2 чорний пішак | b7 чорний пішак · c7 чорний пішак · d7 чорний ферзь · h7 чорний слон · b6 чорний слон · e6 чорний король · a5 чорний пішак · d5 чорний пішак · f5 біла тура · h5 чорний кінь · f4 білий пішак · g4 чорний пішак · h4 чорний пішак · a3 чорна тура · b3 білий слон · d3 білий король · e3 білий кінь · h3 чорна тура · a2 чорний пішак · f2 чорний пішак | b7 чорний пішак · c7 чорний пішак · d7 чорний ферзь · h7 чорний слон · b6 чорний слон · e6 чорний король · a5 чорний пішак · d5 чорний пішак · f5 біла тура · h5 чорний кінь · f4 білий пішак · g4 чорний пішак · h4 чорний пішак · a3 чорна тура · b3 білий слон · d3 білий король · e3 білий кінь · h3 чорна тура · a2 чорний пішак · f2 чорний пішак | b7 чорний пішак · c7 чорний пішак · d7 чорний ферзь · h7 чорний слон · b6 чорний слон · e6 чорний король · a5 чорний пішак · d5 чорний пішак · f5 біла тура · h5 чорний кінь · f4 білий пішак · g4 чорний пішак · h4 чорний пішак · a3 чорна тура · b3 білий слон · d3 білий король · e3 білий кінь · h3 чорна тура · a2 чорний пішак · f2 чорний пішак | b7 чорний пішак · c7 чорний пішак · d7 чорний ферзь · h7 чорний слон · b6 чорний слон · e6 чорний король · a5 чорний пішак · d5 чорний пішак · f5 біла тура · h5 чорний кінь · f4 білий пішак · g4 чорний пішак · h4 чорний пішак · a3 чорна тура · b3 білий слон · d3 білий король · e3 білий кінь · h3 чорна тура · a2 чорний пішак · f2 чорний пішак | b7 чорний пішак · c7 чорний пішак · d7 чорний ферзь · h7 чорний слон · b6 чорний слон · e6 чорний король · a5 чорний пішак · d5 чорний пішак · f5 біла тура · h5 чорний кінь · f4 білий пішак · g4 чорний пішак · h4 чорний пішак · a3 чорна тура · b3 білий слон · d3 білий король · e3 білий кінь · h3 чорна тура · a2 чорний пішак · f2 чорний пішак | b7 чорний пішак · c7 чорний пішак · d7 чорний ферзь · h7 чорний слон · b6 чорний слон · e6 чорний король · a5 чорний пішак · d5 чорний пішак · f5 біла тура · h5 чорний кінь · f4 білий пішак · g4 чорний пішак · h4 чорний пішак · a3 чорна тура · b3 білий слон · d3 білий король · e3 білий кінь · h3 чорна тура · a2 чорний пішак · f2 чорний пішак | 1 |
|   | a | b | c | d | e | f | g | h |   |

b) e6 → c6     c) e6 → h2

a) 1. Sg3! — розв'язування білого коня   S:d5! — самозв'язування коня
    2. Lg8  — розв'язування білої тури       Tf6#
b) 1. Lg8! — розв'язування білої тури      T:d5! — самозв'язування тури
    2. Ta4  — розв'язування білого слона   L:a4#
c) 1. Ta4! — розв'язування білого слона   L:d5! — самозв'язування слона
    2. Kg3  — розв'язування білого коня      Sf1#

## Триходова форма теми
У першій фазі чорні розв'язують білу фігуру «А», але білі відмовляються від такої «люб'язності» і самі зв'язують цю фігуру. На другому ході чорні знову розв'язують білу фігуру «А», яка після ходу білих знову стає зв'язаною. Тоді чорні розв'язують білу фігуру «В» — й вона оголошую мат чорному королю.
У другій фазі — повна аналогія, тільки тепер чорні двічі розв'язують білу фігуру «В», яка в свою чергу двічі зв'язується білими, а оголошує мат на третьому ході після розв'язування біла фігура «А».
|   | a | b | c | d | e | f | g | h |   |
| 8 | b7 чорний пішак · e7 чорна тура · c6 чорний король · g6 чорний пішак · h6 чорний пішак · b5 чорний слон · c5 чорний кінь · d5 чорний пішак · g5 чорний пішак · h5 чорний ферзь · c4 чорний пішак · g4 білий кінь · h4 чорний кінь · e3 чорний пішак · b2 чорна тура · c2 білий кінь · e2 білий король | b7 чорний пішак · e7 чорна тура · c6 чорний король · g6 чорний пішак · h6 чорний пішак · b5 чорний слон · c5 чорний кінь · d5 чорний пішак · g5 чорний пішак · h5 чорний ферзь · c4 чорний пішак · g4 білий кінь · h4 чорний кінь · e3 чорний пішак · b2 чорна тура · c2 білий кінь · e2 білий король | b7 чорний пішак · e7 чорна тура · c6 чорний король · g6 чорний пішак · h6 чорний пішак · b5 чорний слон · c5 чорний кінь · d5 чорний пішак · g5 чорний пішак · h5 чорний ферзь · c4 чорний пішак · g4 білий кінь · h4 чорний кінь · e3 чорний пішак · b2 чорна тура · c2 білий кінь · e2 білий король | b7 чорний пішак · e7 чорна тура · c6 чорний король · g6 чорний пішак · h6 чорний пішак · b5 чорний слон · c5 чорний кінь · d5 чорний пішак · g5 чорний пішак · h5 чорний ферзь · c4 чорний пішак · g4 білий кінь · h4 чорний кінь · e3 чорний пішак · b2 чорна тура · c2 білий кінь · e2 білий король | b7 чорний пішак · e7 чорна тура · c6 чорний король · g6 чорний пішак · h6 чорний пішак · b5 чорний слон · c5 чорний кінь · d5 чорний пішак · g5 чорний пішак · h5 чорний ферзь · c4 чорний пішак · g4 білий кінь · h4 чорний кінь · e3 чорний пішак · b2 чорна тура · c2 білий кінь · e2 білий король | b7 чорний пішак · e7 чорна тура · c6 чорний король · g6 чорний пішак · h6 чорний пішак · b5 чорний слон · c5 чорний кінь · d5 чорний пішак · g5 чорний пішак · h5 чорний ферзь · c4 чорний пішак · g4 білий кінь · h4 чорний кінь · e3 чорний пішак · b2 чорна тура · c2 білий кінь · e2 білий король | b7 чорний пішак · e7 чорна тура · c6 чорний король · g6 чорний пішак · h6 чорний пішак · b5 чорний слон · c5 чорний кінь · d5 чорний пішак · g5 чорний пішак · h5 чорний ферзь · c4 чорний пішак · g4 білий кінь · h4 чорний кінь · e3 чорний пішак · b2 чорна тура · c2 білий кінь · e2 білий король | b7 чорний пішак · e7 чорна тура · c6 чорний король · g6 чорний пішак · h6 чорний пішак · b5 чорний слон · c5 чорний кінь · d5 чорний пішак · g5 чорний пішак · h5 чорний ферзь · c4 чорний пішак · g4 білий кінь · h4 чорний кінь · e3 чорний пішак · b2 чорна тура · c2 білий кінь · e2 білий король | 8 |
| 7 | b7 чорний пішак · e7 чорна тура · c6 чорний король · g6 чорний пішак · h6 чорний пішак · b5 чорний слон · c5 чорний кінь · d5 чорний пішак · g5 чорний пішак · h5 чорний ферзь · c4 чорний пішак · g4 білий кінь · h4 чорний кінь · e3 чорний пішак · b2 чорна тура · c2 білий кінь · e2 білий король | b7 чорний пішак · e7 чорна тура · c6 чорний король · g6 чорний пішак · h6 чорний пішак · b5 чорний слон · c5 чорний кінь · d5 чорний пішак · g5 чорний пішак · h5 чорний ферзь · c4 чорний пішак · g4 білий кінь · h4 чорний кінь · e3 чорний пішак · b2 чорна тура · c2 білий кінь · e2 білий король | b7 чорний пішак · e7 чорна тура · c6 чорний король · g6 чорний пішак · h6 чорний пішак · b5 чорний слон · c5 чорний кінь · d5 чорний пішак · g5 чорний пішак · h5 чорний ферзь · c4 чорний пішак · g4 білий кінь · h4 чорний кінь · e3 чорний пішак · b2 чорна тура · c2 білий кінь · e2 білий король | b7 чорний пішак · e7 чорна тура · c6 чорний король · g6 чорний пішак · h6 чорний пішак · b5 чорний слон · c5 чорний кінь · d5 чорний пішак · g5 чорний пішак · h5 чорний ферзь · c4 чорний пішак · g4 білий кінь · h4 чорний кінь · e3 чорний пішак · b2 чорна тура · c2 білий кінь · e2 білий король | b7 чорний пішак · e7 чорна тура · c6 чорний король · g6 чорний пішак · h6 чорний пішак · b5 чорний слон · c5 чорний кінь · d5 чорний пішак · g5 чорний пішак · h5 чорний ферзь · c4 чорний пішак · g4 білий кінь · h4 чорний кінь · e3 чорний пішак · b2 чорна тура · c2 білий кінь · e2 білий король | b7 чорний пішак · e7 чорна тура · c6 чорний король · g6 чорний пішак · h6 чорний пішак · b5 чорний слон · c5 чорний кінь · d5 чорний пішак · g5 чорний пішак · h5 чорний ферзь · c4 чорний пішак · g4 білий кінь · h4 чорний кінь · e3 чорний пішак · b2 чорна тура · c2 білий кінь · e2 білий король | b7 чорний пішак · e7 чорна тура · c6 чорний король · g6 чорний пішак · h6 чорний пішак · b5 чорний слон · c5 чорний кінь · d5 чорний пішак · g5 чорний пішак · h5 чорний ферзь · c4 чорний пішак · g4 білий кінь · h4 чорний кінь · e3 чорний пішак · b2 чорна тура · c2 білий кінь · e2 білий король | b7 чорний пішак · e7 чорна тура · c6 чорний король · g6 чорний пішак · h6 чорний пішак · b5 чорний слон · c5 чорний кінь · d5 чорний пішак · g5 чорний пішак · h5 чорний ферзь · c4 чорний пішак · g4 білий кінь · h4 чорний кінь · e3 чорний пішак · b2 чорна тура · c2 білий кінь · e2 білий король | 7 |
| 6 | b7 чорний пішак · e7 чорна тура · c6 чорний король · g6 чорний пішак · h6 чорний пішак · b5 чорний слон · c5 чорний кінь · d5 чорний пішак · g5 чорний пішак · h5 чорний ферзь · c4 чорний пішак · g4 білий кінь · h4 чорний кінь · e3 чорний пішак · b2 чорна тура · c2 білий кінь · e2 білий король | b7 чорний пішак · e7 чорна тура · c6 чорний король · g6 чорний пішак · h6 чорний пішак · b5 чорний слон · c5 чорний кінь · d5 чорний пішак · g5 чорний пішак · h5 чорний ферзь · c4 чорний пішак · g4 білий кінь · h4 чорний кінь · e3 чорний пішак · b2 чорна тура · c2 білий кінь · e2 білий король | b7 чорний пішак · e7 чорна тура · c6 чорний король · g6 чорний пішак · h6 чорний пішак · b5 чорний слон · c5 чорний кінь · d5 чорний пішак · g5 чорний пішак · h5 чорний ферзь · c4 чорний пішак · g4 білий кінь · h4 чорний кінь · e3 чорний пішак · b2 чорна тура · c2 білий кінь · e2 білий король | b7 чорний пішак · e7 чорна тура · c6 чорний король · g6 чорний пішак · h6 чорний пішак · b5 чорний слон · c5 чорний кінь · d5 чорний пішак · g5 чорний пішак · h5 чорний ферзь · c4 чорний пішак · g4 білий кінь · h4 чорний кінь · e3 чорний пішак · b2 чорна тура · c2 білий кінь · e2 білий король | b7 чорний пішак · e7 чорна тура · c6 чорний король · g6 чорний пішак · h6 чорний пішак · b5 чорний слон · c5 чорний кінь · d5 чорний пішак · g5 чорний пішак · h5 чорний ферзь · c4 чорний пішак · g4 білий кінь · h4 чорний кінь · e3 чорний пішак · b2 чорна тура · c2 білий кінь · e2 білий король | b7 чорний пішак · e7 чорна тура · c6 чорний король · g6 чорний пішак · h6 чорний пішак · b5 чорний слон · c5 чорний кінь · d5 чорний пішак · g5 чорний пішак · h5 чорний ферзь · c4 чорний пішак · g4 білий кінь · h4 чорний кінь · e3 чорний пішак · b2 чорна тура · c2 білий кінь · e2 білий король | b7 чорний пішак · e7 чорна тура · c6 чорний король · g6 чорний пішак · h6 чорний пішак · b5 чорний слон · c5 чорний кінь · d5 чорний пішак · g5 чорний пішак · h5 чорний ферзь · c4 чорний пішак · g4 білий кінь · h4 чорний кінь · e3 чорний пішак · b2 чорна тура · c2 білий кінь · e2 білий король | b7 чорний пішак · e7 чорна тура · c6 чорний король · g6 чорний пішак · h6 чорний пішак · b5 чорний слон · c5 чорний кінь · d5 чорний пішак · g5 чорний пішак · h5 чорний ферзь · c4 чорний пішак · g4 білий кінь · h4 чорний кінь · e3 чорний пішак · b2 чорна тура · c2 білий кінь · e2 білий король | 6 |
| 5 | b7 чорний пішак · e7 чорна тура · c6 чорний король · g6 чорний пішак · h6 чорний пішак · b5 чорний слон · c5 чорний кінь · d5 чорний пішак · g5 чорний пішак · h5 чорний ферзь · c4 чорний пішак · g4 білий кінь · h4 чорний кінь · e3 чорний пішак · b2 чорна тура · c2 білий кінь · e2 білий король | b7 чорний пішак · e7 чорна тура · c6 чорний король · g6 чорний пішак · h6 чорний пішак · b5 чорний слон · c5 чорний кінь · d5 чорний пішак · g5 чорний пішак · h5 чорний ферзь · c4 чорний пішак · g4 білий кінь · h4 чорний кінь · e3 чорний пішак · b2 чорна тура · c2 білий кінь · e2 білий король | b7 чорний пішак · e7 чорна тура · c6 чорний король · g6 чорний пішак · h6 чорний пішак · b5 чорний слон · c5 чорний кінь · d5 чорний пішак · g5 чорний пішак · h5 чорний ферзь · c4 чорний пішак · g4 білий кінь · h4 чорний кінь · e3 чорний пішак · b2 чорна тура · c2 білий кінь · e2 білий король | b7 чорний пішак · e7 чорна тура · c6 чорний король · g6 чорний пішак · h6 чорний пішак · b5 чорний слон · c5 чорний кінь · d5 чорний пішак · g5 чорний пішак · h5 чорний ферзь · c4 чорний пішак · g4 білий кінь · h4 чорний кінь · e3 чорний пішак · b2 чорна тура · c2 білий кінь · e2 білий король | b7 чорний пішак · e7 чорна тура · c6 чорний король · g6 чорний пішак · h6 чорний пішак · b5 чорний слон · c5 чорний кінь · d5 чорний пішак · g5 чорний пішак · h5 чорний ферзь · c4 чорний пішак · g4 білий кінь · h4 чорний кінь · e3 чорний пішак · b2 чорна тура · c2 білий кінь · e2 білий король | b7 чорний пішак · e7 чорна тура · c6 чорний король · g6 чорний пішак · h6 чорний пішак · b5 чорний слон · c5 чорний кінь · d5 чорний пішак · g5 чорний пішак · h5 чорний ферзь · c4 чорний пішак · g4 білий кінь · h4 чорний кінь · e3 чорний пішак · b2 чорна тура · c2 білий кінь · e2 білий король | b7 чорний пішак · e7 чорна тура · c6 чорний король · g6 чорний пішак · h6 чорний пішак · b5 чорний слон · c5 чорний кінь · d5 чорний пішак · g5 чорний пішак · h5 чорний ферзь · c4 чорний пішак · g4 білий кінь · h4 чорний кінь · e3 чорний пішак · b2 чорна тура · c2 білий кінь · e2 білий король | b7 чорний пішак · e7 чорна тура · c6 чорний король · g6 чорний пішак · h6 чорний пішак · b5 чорний слон · c5 чорний кінь · d5 чорний пішак · g5 чорний пішак · h5 чорний ферзь · c4 чорний пішак · g4 білий кінь · h4 чорний кінь · e3 чорний пішак · b2 чорна тура · c2 білий кінь · e2 білий король | 5 |
| 4 | b7 чорний пішак · e7 чорна тура · c6 чорний король · g6 чорний пішак · h6 чорний пішак · b5 чорний слон · c5 чорний кінь · d5 чорний пішак · g5 чорний пішак · h5 чорний ферзь · c4 чорний пішак · g4 білий кінь · h4 чорний кінь · e3 чорний пішак · b2 чорна тура · c2 білий кінь · e2 білий король | b7 чорний пішак · e7 чорна тура · c6 чорний король · g6 чорний пішак · h6 чорний пішак · b5 чорний слон · c5 чорний кінь · d5 чорний пішак · g5 чорний пішак · h5 чорний ферзь · c4 чорний пішак · g4 білий кінь · h4 чорний кінь · e3 чорний пішак · b2 чорна тура · c2 білий кінь · e2 білий король | b7 чорний пішак · e7 чорна тура · c6 чорний король · g6 чорний пішак · h6 чорний пішак · b5 чорний слон · c5 чорний кінь · d5 чорний пішак · g5 чорний пішак · h5 чорний ферзь · c4 чорний пішак · g4 білий кінь · h4 чорний кінь · e3 чорний пішак · b2 чорна тура · c2 білий кінь · e2 білий король | b7 чорний пішак · e7 чорна тура · c6 чорний король · g6 чорний пішак · h6 чорний пішак · b5 чорний слон · c5 чорний кінь · d5 чорний пішак · g5 чорний пішак · h5 чорний ферзь · c4 чорний пішак · g4 білий кінь · h4 чорний кінь · e3 чорний пішак · b2 чорна тура · c2 білий кінь · e2 білий король | b7 чорний пішак · e7 чорна тура · c6 чорний король · g6 чорний пішак · h6 чорний пішак · b5 чорний слон · c5 чорний кінь · d5 чорний пішак · g5 чорний пішак · h5 чорний ферзь · c4 чорний пішак · g4 білий кінь · h4 чорний кінь · e3 чорний пішак · b2 чорна тура · c2 білий кінь · e2 білий король | b7 чорний пішак · e7 чорна тура · c6 чорний король · g6 чорний пішак · h6 чорний пішак · b5 чорний слон · c5 чорний кінь · d5 чорний пішак · g5 чорний пішак · h5 чорний ферзь · c4 чорний пішак · g4 білий кінь · h4 чорний кінь · e3 чорний пішак · b2 чорна тура · c2 білий кінь · e2 білий король | b7 чорний пішак · e7 чорна тура · c6 чорний король · g6 чорний пішак · h6 чорний пішак · b5 чорний слон · c5 чорний кінь · d5 чорний пішак · g5 чорний пішак · h5 чорний ферзь · c4 чорний пішак · g4 білий кінь · h4 чорний кінь · e3 чорний пішак · b2 чорна тура · c2 білий кінь · e2 білий король | b7 чорний пішак · e7 чорна тура · c6 чорний король · g6 чорний пішак · h6 чорний пішак · b5 чорний слон · c5 чорний кінь · d5 чорний пішак · g5 чорний пішак · h5 чорний ферзь · c4 чорний пішак · g4 білий кінь · h4 чорний кінь · e3 чорний пішак · b2 чорна тура · c2 білий кінь · e2 білий король | 4 |
| 3 | b7 чорний пішак · e7 чорна тура · c6 чорний король · g6 чорний пішак · h6 чорний пішак · b5 чорний слон · c5 чорний кінь · d5 чорний пішак · g5 чорний пішак · h5 чорний ферзь · c4 чорний пішак · g4 білий кінь · h4 чорний кінь · e3 чорний пішак · b2 чорна тура · c2 білий кінь · e2 білий король | b7 чорний пішак · e7 чорна тура · c6 чорний король · g6 чорний пішак · h6 чорний пішак · b5 чорний слон · c5 чорний кінь · d5 чорний пішак · g5 чорний пішак · h5 чорний ферзь · c4 чорний пішак · g4 білий кінь · h4 чорний кінь · e3 чорний пішак · b2 чорна тура · c2 білий кінь · e2 білий король | b7 чорний пішак · e7 чорна тура · c6 чорний король · g6 чорний пішак · h6 чорний пішак · b5 чорний слон · c5 чорний кінь · d5 чорний пішак · g5 чорний пішак · h5 чорний ферзь · c4 чорний пішак · g4 білий кінь · h4 чорний кінь · e3 чорний пішак · b2 чорна тура · c2 білий кінь · e2 білий король | b7 чорний пішак · e7 чорна тура · c6 чорний король · g6 чорний пішак · h6 чорний пішак · b5 чорний слон · c5 чорний кінь · d5 чорний пішак · g5 чорний пішак · h5 чорний ферзь · c4 чорний пішак · g4 білий кінь · h4 чорний кінь · e3 чорний пішак · b2 чорна тура · c2 білий кінь · e2 білий король | b7 чорний пішак · e7 чорна тура · c6 чорний король · g6 чорний пішак · h6 чорний пішак · b5 чорний слон · c5 чорний кінь · d5 чорний пішак · g5 чорний пішак · h5 чорний ферзь · c4 чорний пішак · g4 білий кінь · h4 чорний кінь · e3 чорний пішак · b2 чорна тура · c2 білий кінь · e2 білий король | b7 чорний пішак · e7 чорна тура · c6 чорний король · g6 чорний пішак · h6 чорний пішак · b5 чорний слон · c5 чорний кінь · d5 чорний пішак · g5 чорний пішак · h5 чорний ферзь · c4 чорний пішак · g4 білий кінь · h4 чорний кінь · e3 чорний пішак · b2 чорна тура · c2 білий кінь · e2 білий король | b7 чорний пішак · e7 чорна тура · c6 чорний король · g6 чорний пішак · h6 чорний пішак · b5 чорний слон · c5 чорний кінь · d5 чорний пішак · g5 чорний пішак · h5 чорний ферзь · c4 чорний пішак · g4 білий кінь · h4 чорний кінь · e3 чорний пішак · b2 чорна тура · c2 білий кінь · e2 білий король | b7 чорний пішак · e7 чорна тура · c6 чорний король · g6 чорний пішак · h6 чорний пішак · b5 чорний слон · c5 чорний кінь · d5 чорний пішак · g5 чорний пішак · h5 чорний ферзь · c4 чорний пішак · g4 білий кінь · h4 чорний кінь · e3 чорний пішак · b2 чорна тура · c2 білий кінь · e2 білий король | 3 |
| 2 | b7 чорний пішак · e7 чорна тура · c6 чорний король · g6 чорний пішак · h6 чорний пішак · b5 чорний слон · c5 чорний кінь · d5 чорний пішак · g5 чорний пішак · h5 чорний ферзь · c4 чорний пішак · g4 білий кінь · h4 чорний кінь · e3 чорний пішак · b2 чорна тура · c2 білий кінь · e2 білий король | b7 чорний пішак · e7 чорна тура · c6 чорний король · g6 чорний пішак · h6 чорний пішак · b5 чорний слон · c5 чорний кінь · d5 чорний пішак · g5 чорний пішак · h5 чорний ферзь · c4 чорний пішак · g4 білий кінь · h4 чорний кінь · e3 чорний пішак · b2 чорна тура · c2 білий кінь · e2 білий король | b7 чорний пішак · e7 чорна тура · c6 чорний король · g6 чорний пішак · h6 чорний пішак · b5 чорний слон · c5 чорний кінь · d5 чорний пішак · g5 чорний пішак · h5 чорний ферзь · c4 чорний пішак · g4 білий кінь · h4 чорний кінь · e3 чорний пішак · b2 чорна тура · c2 білий кінь · e2 білий король | b7 чорний пішак · e7 чорна тура · c6 чорний король · g6 чорний пішак · h6 чорний пішак · b5 чорний слон · c5 чорний кінь · d5 чорний пішак · g5 чорний пішак · h5 чорний ферзь · c4 чорний пішак · g4 білий кінь · h4 чорний кінь · e3 чорний пішак · b2 чорна тура · c2 білий кінь · e2 білий король | b7 чорний пішак · e7 чорна тура · c6 чорний король · g6 чорний пішак · h6 чорний пішак · b5 чорний слон · c5 чорний кінь · d5 чорний пішак · g5 чорний пішак · h5 чорний ферзь · c4 чорний пішак · g4 білий кінь · h4 чорний кінь · e3 чорний пішак · b2 чорна тура · c2 білий кінь · e2 білий король | b7 чорний пішак · e7 чорна тура · c6 чорний король · g6 чорний пішак · h6 чорний пішак · b5 чорний слон · c5 чорний кінь · d5 чорний пішак · g5 чорний пішак · h5 чорний ферзь · c4 чорний пішак · g4 білий кінь · h4 чорний кінь · e3 чорний пішак · b2 чорна тура · c2 білий кінь · e2 білий король | b7 чорний пішак · e7 чорна тура · c6 чорний король · g6 чорний пішак · h6 чорний пішак · b5 чорний слон · c5 чорний кінь · d5 чорний пішак · g5 чорний пішак · h5 чорний ферзь · c4 чорний пішак · g4 білий кінь · h4 чорний кінь · e3 чорний пішак · b2 чорна тура · c2 білий кінь · e2 білий король | b7 чорний пішак · e7 чорна тура · c6 чорний король · g6 чорний пішак · h6 чорний пішак · b5 чорний слон · c5 чорний кінь · d5 чорний пішак · g5 чорний пішак · h5 чорний ферзь · c4 чорний пішак · g4 білий кінь · h4 чорний кінь · e3 чорний пішак · b2 чорна тура · c2 білий кінь · e2 білий король | 2 |
| 1 | b7 чорний пішак · e7 чорна тура · c6 чорний король · g6 чорний пішак · h6 чорний пішак · b5 чорний слон · c5 чорний кінь · d5 чорний пішак · g5 чорний пішак · h5 чорний ферзь · c4 чорний пішак · g4 білий кінь · h4 чорний кінь · e3 чорний пішак · b2 чорна тура · c2 білий кінь · e2 білий король | b7 чорний пішак · e7 чорна тура · c6 чорний король · g6 чорний пішак · h6 чорний пішак · b5 чорний слон · c5 чорний кінь · d5 чорний пішак · g5 чорний пішак · h5 чорний ферзь · c4 чорний пішак · g4 білий кінь · h4 чорний кінь · e3 чорний пішак · b2 чорна тура · c2 білий кінь · e2 білий король | b7 чорний пішак · e7 чорна тура · c6 чорний король · g6 чорний пішак · h6 чорний пішак · b5 чорний слон · c5 чорний кінь · d5 чорний пішак · g5 чорний пішак · h5 чорний ферзь · c4 чорний пішак · g4 білий кінь · h4 чорний кінь · e3 чорний пішак · b2 чорна тура · c2 білий кінь · e2 білий король | b7 чорний пішак · e7 чорна тура · c6 чорний король · g6 чорний пішак · h6 чорний пішак · b5 чорний слон · c5 чорний кінь · d5 чорний пішак · g5 чорний пішак · h5 чорний ферзь · c4 чорний пішак · g4 білий кінь · h4 чорний кінь · e3 чорний пішак · b2 чорна тура · c2 білий кінь · e2 білий король | b7 чорний пішак · e7 чорна тура · c6 чорний король · g6 чорний пішак · h6 чорний пішак · b5 чорний слон · c5 чорний кінь · d5 чорний пішак · g5 чорний пішак · h5 чорний ферзь · c4 чорний пішак · g4 білий кінь · h4 чорний кінь · e3 чорний пішак · b2 чорна тура · c2 білий кінь · e2 білий король | b7 чорний пішак · e7 чорна тура · c6 чорний король · g6 чорний пішак · h6 чорний пішак · b5 чорний слон · c5 чорний кінь · d5 чорний пішак · g5 чорний пішак · h5 чорний ферзь · c4 чорний пішак · g4 білий кінь · h4 чорний кінь · e3 чорний пішак · b2 чорна тура · c2 білий кінь · e2 білий король | b7 чорний пішак · e7 чорна тура · c6 чорний король · g6 чорний пішак · h6 чорний пішак · b5 чорний слон · c5 чорний кінь · d5 чорний пішак · g5 чорний пішак · h5 чорний ферзь · c4 чорний пішак · g4 білий кінь · h4 чорний кінь · e3 чорний пішак · b2 чорна тура · c2 білий кінь · e2 білий король | b7 чорний пішак · e7 чорна тура · c6 чорний король · g6 чорний пішак · h6 чорний пішак · b5 чорний слон · c5 чорний кінь · d5 чорний пішак · g5 чорний пішак · h5 чорний ферзь · c4 чорний пішак · g4 білий кінь · h4 чорний кінь · e3 чорний пішак · b2 чорна тура · c2 білий кінь · e2 білий король | 1 |
|   | a | b | c | d | e | f | g | h |   |

b) d5 → c7

a) 1. Tb3! (Sf3?) Sc:e3!   2. Tc7! (Sf3?) S:c4!   3. Tf3 Se5#
b) 1. Sf3! (Tb3?) Sg:e3!   2. Td7! (Tb4?) S:c4!   3. Tb4 S:b4#
Триходова форма є більш парадоксальна, оскільки подвоюється ефект простої форми теми.

## Синтез з іншими темами
Тему Мітюшина можна поєднувати з іншими темами. Для прикладу можна розглянути наступні дві композиції.
|   | a | b | c | d | e | f | g | h |   |
| 8 | a8 чорний слон · e8 чорний король · c7 чорний слон · d7 чорний пішак · e7 чорний ферзь · c6 біла тура · e6 чорний пішак · g5 чорна тура · h5 чорний пішак · e4 білий король · g4 білий ферзь · h4 чорна тура · h3 чорний пішак | a8 чорний слон · e8 чорний король · c7 чорний слон · d7 чорний пішак · e7 чорний ферзь · c6 біла тура · e6 чорний пішак · g5 чорна тура · h5 чорний пішак · e4 білий король · g4 білий ферзь · h4 чорна тура · h3 чорний пішак | a8 чорний слон · e8 чорний король · c7 чорний слон · d7 чорний пішак · e7 чорний ферзь · c6 біла тура · e6 чорний пішак · g5 чорна тура · h5 чорний пішак · e4 білий король · g4 білий ферзь · h4 чорна тура · h3 чорний пішак | a8 чорний слон · e8 чорний король · c7 чорний слон · d7 чорний пішак · e7 чорний ферзь · c6 біла тура · e6 чорний пішак · g5 чорна тура · h5 чорний пішак · e4 білий король · g4 білий ферзь · h4 чорна тура · h3 чорний пішак | a8 чорний слон · e8 чорний король · c7 чорний слон · d7 чорний пішак · e7 чорний ферзь · c6 біла тура · e6 чорний пішак · g5 чорна тура · h5 чорний пішак · e4 білий король · g4 білий ферзь · h4 чорна тура · h3 чорний пішак | a8 чорний слон · e8 чорний король · c7 чорний слон · d7 чорний пішак · e7 чорний ферзь · c6 біла тура · e6 чорний пішак · g5 чорна тура · h5 чорний пішак · e4 білий король · g4 білий ферзь · h4 чорна тура · h3 чорний пішак | a8 чорний слон · e8 чорний король · c7 чорний слон · d7 чорний пішак · e7 чорний ферзь · c6 біла тура · e6 чорний пішак · g5 чорна тура · h5 чорний пішак · e4 білий король · g4 білий ферзь · h4 чорна тура · h3 чорний пішак | a8 чорний слон · e8 чорний король · c7 чорний слон · d7 чорний пішак · e7 чорний ферзь · c6 біла тура · e6 чорний пішак · g5 чорна тура · h5 чорний пішак · e4 білий король · g4 білий ферзь · h4 чорна тура · h3 чорний пішак | 8 |
| 7 | a8 чорний слон · e8 чорний король · c7 чорний слон · d7 чорний пішак · e7 чорний ферзь · c6 біла тура · e6 чорний пішак · g5 чорна тура · h5 чорний пішак · e4 білий король · g4 білий ферзь · h4 чорна тура · h3 чорний пішак | a8 чорний слон · e8 чорний король · c7 чорний слон · d7 чорний пішак · e7 чорний ферзь · c6 біла тура · e6 чорний пішак · g5 чорна тура · h5 чорний пішак · e4 білий король · g4 білий ферзь · h4 чорна тура · h3 чорний пішак | a8 чорний слон · e8 чорний король · c7 чорний слон · d7 чорний пішак · e7 чорний ферзь · c6 біла тура · e6 чорний пішак · g5 чорна тура · h5 чорний пішак · e4 білий король · g4 білий ферзь · h4 чорна тура · h3 чорний пішак | a8 чорний слон · e8 чорний король · c7 чорний слон · d7 чорний пішак · e7 чорний ферзь · c6 біла тура · e6 чорний пішак · g5 чорна тура · h5 чорний пішак · e4 білий король · g4 білий ферзь · h4 чорна тура · h3 чорний пішак | a8 чорний слон · e8 чорний король · c7 чорний слон · d7 чорний пішак · e7 чорний ферзь · c6 біла тура · e6 чорний пішак · g5 чорна тура · h5 чорний пішак · e4 білий король · g4 білий ферзь · h4 чорна тура · h3 чорний пішак | a8 чорний слон · e8 чорний король · c7 чорний слон · d7 чорний пішак · e7 чорний ферзь · c6 біла тура · e6 чорний пішак · g5 чорна тура · h5 чорний пішак · e4 білий король · g4 білий ферзь · h4 чорна тура · h3 чорний пішак | a8 чорний слон · e8 чорний король · c7 чорний слон · d7 чорний пішак · e7 чорний ферзь · c6 біла тура · e6 чорний пішак · g5 чорна тура · h5 чорний пішак · e4 білий король · g4 білий ферзь · h4 чорна тура · h3 чорний пішак | a8 чорний слон · e8 чорний король · c7 чорний слон · d7 чорний пішак · e7 чорний ферзь · c6 біла тура · e6 чорний пішак · g5 чорна тура · h5 чорний пішак · e4 білий король · g4 білий ферзь · h4 чорна тура · h3 чорний пішак | 7 |
| 6 | a8 чорний слон · e8 чорний король · c7 чорний слон · d7 чорний пішак · e7 чорний ферзь · c6 біла тура · e6 чорний пішак · g5 чорна тура · h5 чорний пішак · e4 білий король · g4 білий ферзь · h4 чорна тура · h3 чорний пішак | a8 чорний слон · e8 чорний король · c7 чорний слон · d7 чорний пішак · e7 чорний ферзь · c6 біла тура · e6 чорний пішак · g5 чорна тура · h5 чорний пішак · e4 білий король · g4 білий ферзь · h4 чорна тура · h3 чорний пішак | a8 чорний слон · e8 чорний король · c7 чорний слон · d7 чорний пішак · e7 чорний ферзь · c6 біла тура · e6 чорний пішак · g5 чорна тура · h5 чорний пішак · e4 білий король · g4 білий ферзь · h4 чорна тура · h3 чорний пішак | a8 чорний слон · e8 чорний король · c7 чорний слон · d7 чорний пішак · e7 чорний ферзь · c6 біла тура · e6 чорний пішак · g5 чорна тура · h5 чорний пішак · e4 білий король · g4 білий ферзь · h4 чорна тура · h3 чорний пішак | a8 чорний слон · e8 чорний король · c7 чорний слон · d7 чорний пішак · e7 чорний ферзь · c6 біла тура · e6 чорний пішак · g5 чорна тура · h5 чорний пішак · e4 білий король · g4 білий ферзь · h4 чорна тура · h3 чорний пішак | a8 чорний слон · e8 чорний король · c7 чорний слон · d7 чорний пішак · e7 чорний ферзь · c6 біла тура · e6 чорний пішак · g5 чорна тура · h5 чорний пішак · e4 білий король · g4 білий ферзь · h4 чорна тура · h3 чорний пішак | a8 чорний слон · e8 чорний король · c7 чорний слон · d7 чорний пішак · e7 чорний ферзь · c6 біла тура · e6 чорний пішак · g5 чорна тура · h5 чорний пішак · e4 білий король · g4 білий ферзь · h4 чорна тура · h3 чорний пішак | a8 чорний слон · e8 чорний король · c7 чорний слон · d7 чорний пішак · e7 чорний ферзь · c6 біла тура · e6 чорний пішак · g5 чорна тура · h5 чорний пішак · e4 білий король · g4 білий ферзь · h4 чорна тура · h3 чорний пішак | 6 |
| 5 | a8 чорний слон · e8 чорний король · c7 чорний слон · d7 чорний пішак · e7 чорний ферзь · c6 біла тура · e6 чорний пішак · g5 чорна тура · h5 чорний пішак · e4 білий король · g4 білий ферзь · h4 чорна тура · h3 чорний пішак | a8 чорний слон · e8 чорний король · c7 чорний слон · d7 чорний пішак · e7 чорний ферзь · c6 біла тура · e6 чорний пішак · g5 чорна тура · h5 чорний пішак · e4 білий король · g4 білий ферзь · h4 чорна тура · h3 чорний пішак | a8 чорний слон · e8 чорний король · c7 чорний слон · d7 чорний пішак · e7 чорний ферзь · c6 біла тура · e6 чорний пішак · g5 чорна тура · h5 чорний пішак · e4 білий король · g4 білий ферзь · h4 чорна тура · h3 чорний пішак | a8 чорний слон · e8 чорний король · c7 чорний слон · d7 чорний пішак · e7 чорний ферзь · c6 біла тура · e6 чорний пішак · g5 чорна тура · h5 чорний пішак · e4 білий король · g4 білий ферзь · h4 чорна тура · h3 чорний пішак | a8 чорний слон · e8 чорний король · c7 чорний слон · d7 чорний пішак · e7 чорний ферзь · c6 біла тура · e6 чорний пішак · g5 чорна тура · h5 чорний пішак · e4 білий король · g4 білий ферзь · h4 чорна тура · h3 чорний пішак | a8 чорний слон · e8 чорний король · c7 чорний слон · d7 чорний пішак · e7 чорний ферзь · c6 біла тура · e6 чорний пішак · g5 чорна тура · h5 чорний пішак · e4 білий король · g4 білий ферзь · h4 чорна тура · h3 чорний пішак | a8 чорний слон · e8 чорний король · c7 чорний слон · d7 чорний пішак · e7 чорний ферзь · c6 біла тура · e6 чорний пішак · g5 чорна тура · h5 чорний пішак · e4 білий король · g4 білий ферзь · h4 чорна тура · h3 чорний пішак | a8 чорний слон · e8 чорний король · c7 чорний слон · d7 чорний пішак · e7 чорний ферзь · c6 біла тура · e6 чорний пішак · g5 чорна тура · h5 чорний пішак · e4 білий король · g4 білий ферзь · h4 чорна тура · h3 чорний пішак | 5 |
| 4 | a8 чорний слон · e8 чорний король · c7 чорний слон · d7 чорний пішак · e7 чорний ферзь · c6 біла тура · e6 чорний пішак · g5 чорна тура · h5 чорний пішак · e4 білий король · g4 білий ферзь · h4 чорна тура · h3 чорний пішак | a8 чорний слон · e8 чорний король · c7 чорний слон · d7 чорний пішак · e7 чорний ферзь · c6 біла тура · e6 чорний пішак · g5 чорна тура · h5 чорний пішак · e4 білий король · g4 білий ферзь · h4 чорна тура · h3 чорний пішак | a8 чорний слон · e8 чорний король · c7 чорний слон · d7 чорний пішак · e7 чорний ферзь · c6 біла тура · e6 чорний пішак · g5 чорна тура · h5 чорний пішак · e4 білий король · g4 білий ферзь · h4 чорна тура · h3 чорний пішак | a8 чорний слон · e8 чорний король · c7 чорний слон · d7 чорний пішак · e7 чорний ферзь · c6 біла тура · e6 чорний пішак · g5 чорна тура · h5 чорний пішак · e4 білий король · g4 білий ферзь · h4 чорна тура · h3 чорний пішак | a8 чорний слон · e8 чорний король · c7 чорний слон · d7 чорний пішак · e7 чорний ферзь · c6 біла тура · e6 чорний пішак · g5 чорна тура · h5 чорний пішак · e4 білий король · g4 білий ферзь · h4 чорна тура · h3 чорний пішак | a8 чорний слон · e8 чорний король · c7 чорний слон · d7 чорний пішак · e7 чорний ферзь · c6 біла тура · e6 чорний пішак · g5 чорна тура · h5 чорний пішак · e4 білий король · g4 білий ферзь · h4 чорна тура · h3 чорний пішак | a8 чорний слон · e8 чорний король · c7 чорний слон · d7 чорний пішак · e7 чорний ферзь · c6 біла тура · e6 чорний пішак · g5 чорна тура · h5 чорний пішак · e4 білий король · g4 білий ферзь · h4 чорна тура · h3 чорний пішак | a8 чорний слон · e8 чорний король · c7 чорний слон · d7 чорний пішак · e7 чорний ферзь · c6 біла тура · e6 чорний пішак · g5 чорна тура · h5 чорний пішак · e4 білий король · g4 білий ферзь · h4 чорна тура · h3 чорний пішак | 4 |
| 3 | a8 чорний слон · e8 чорний король · c7 чорний слон · d7 чорний пішак · e7 чорний ферзь · c6 біла тура · e6 чорний пішак · g5 чорна тура · h5 чорний пішак · e4 білий король · g4 білий ферзь · h4 чорна тура · h3 чорний пішак | a8 чорний слон · e8 чорний король · c7 чорний слон · d7 чорний пішак · e7 чорний ферзь · c6 біла тура · e6 чорний пішак · g5 чорна тура · h5 чорний пішак · e4 білий король · g4 білий ферзь · h4 чорна тура · h3 чорний пішак | a8 чорний слон · e8 чорний король · c7 чорний слон · d7 чорний пішак · e7 чорний ферзь · c6 біла тура · e6 чорний пішак · g5 чорна тура · h5 чорний пішак · e4 білий король · g4 білий ферзь · h4 чорна тура · h3 чорний пішак | a8 чорний слон · e8 чорний король · c7 чорний слон · d7 чорний пішак · e7 чорний ферзь · c6 біла тура · e6 чорний пішак · g5 чорна тура · h5 чорний пішак · e4 білий король · g4 білий ферзь · h4 чорна тура · h3 чорний пішак | a8 чорний слон · e8 чорний король · c7 чорний слон · d7 чорний пішак · e7 чорний ферзь · c6 біла тура · e6 чорний пішак · g5 чорна тура · h5 чорний пішак · e4 білий король · g4 білий ферзь · h4 чорна тура · h3 чорний пішак | a8 чорний слон · e8 чорний король · c7 чорний слон · d7 чорний пішак · e7 чорний ферзь · c6 біла тура · e6 чорний пішак · g5 чорна тура · h5 чорний пішак · e4 білий король · g4 білий ферзь · h4 чорна тура · h3 чорний пішак | a8 чорний слон · e8 чорний король · c7 чорний слон · d7 чорний пішак · e7 чорний ферзь · c6 біла тура · e6 чорний пішак · g5 чорна тура · h5 чорний пішак · e4 білий король · g4 білий ферзь · h4 чорна тура · h3 чорний пішак | a8 чорний слон · e8 чорний король · c7 чорний слон · d7 чорний пішак · e7 чорний ферзь · c6 біла тура · e6 чорний пішак · g5 чорна тура · h5 чорний пішак · e4 білий король · g4 білий ферзь · h4 чорна тура · h3 чорний пішак | 3 |
| 2 | a8 чорний слон · e8 чорний король · c7 чорний слон · d7 чорний пішак · e7 чорний ферзь · c6 біла тура · e6 чорний пішак · g5 чорна тура · h5 чорний пішак · e4 білий король · g4 білий ферзь · h4 чорна тура · h3 чорний пішак | a8 чорний слон · e8 чорний король · c7 чорний слон · d7 чорний пішак · e7 чорний ферзь · c6 біла тура · e6 чорний пішак · g5 чорна тура · h5 чорний пішак · e4 білий король · g4 білий ферзь · h4 чорна тура · h3 чорний пішак | a8 чорний слон · e8 чорний король · c7 чорний слон · d7 чорний пішак · e7 чорний ферзь · c6 біла тура · e6 чорний пішак · g5 чорна тура · h5 чорний пішак · e4 білий король · g4 білий ферзь · h4 чорна тура · h3 чорний пішак | a8 чорний слон · e8 чорний король · c7 чорний слон · d7 чорний пішак · e7 чорний ферзь · c6 біла тура · e6 чорний пішак · g5 чорна тура · h5 чорний пішак · e4 білий король · g4 білий ферзь · h4 чорна тура · h3 чорний пішак | a8 чорний слон · e8 чорний король · c7 чорний слон · d7 чорний пішак · e7 чорний ферзь · c6 біла тура · e6 чорний пішак · g5 чорна тура · h5 чорний пішак · e4 білий король · g4 білий ферзь · h4 чорна тура · h3 чорний пішак | a8 чорний слон · e8 чорний король · c7 чорний слон · d7 чорний пішак · e7 чорний ферзь · c6 біла тура · e6 чорний пішак · g5 чорна тура · h5 чорний пішак · e4 білий король · g4 білий ферзь · h4 чорна тура · h3 чорний пішак | a8 чорний слон · e8 чорний король · c7 чорний слон · d7 чорний пішак · e7 чорний ферзь · c6 біла тура · e6 чорний пішак · g5 чорна тура · h5 чорний пішак · e4 білий король · g4 білий ферзь · h4 чорна тура · h3 чорний пішак | a8 чорний слон · e8 чорний король · c7 чорний слон · d7 чорний пішак · e7 чорний ферзь · c6 біла тура · e6 чорний пішак · g5 чорна тура · h5 чорний пішак · e4 білий король · g4 білий ферзь · h4 чорна тура · h3 чорний пішак | 2 |
| 1 | a8 чорний слон · e8 чорний король · c7 чорний слон · d7 чорний пішак · e7 чорний ферзь · c6 біла тура · e6 чорний пішак · g5 чорна тура · h5 чорний пішак · e4 білий король · g4 білий ферзь · h4 чорна тура · h3 чорний пішак | a8 чорний слон · e8 чорний король · c7 чорний слон · d7 чорний пішак · e7 чорний ферзь · c6 біла тура · e6 чорний пішак · g5 чорна тура · h5 чорний пішак · e4 білий король · g4 білий ферзь · h4 чорна тура · h3 чорний пішак | a8 чорний слон · e8 чорний король · c7 чорний слон · d7 чорний пішак · e7 чорний ферзь · c6 біла тура · e6 чорний пішак · g5 чорна тура · h5 чорний пішак · e4 білий король · g4 білий ферзь · h4 чорна тура · h3 чорний пішак | a8 чорний слон · e8 чорний король · c7 чорний слон · d7 чорний пішак · e7 чорний ферзь · c6 біла тура · e6 чорний пішак · g5 чорна тура · h5 чорний пішак · e4 білий король · g4 білий ферзь · h4 чорна тура · h3 чорний пішак | a8 чорний слон · e8 чорний король · c7 чорний слон · d7 чорний пішак · e7 чорний ферзь · c6 біла тура · e6 чорний пішак · g5 чорна тура · h5 чорний пішак · e4 білий король · g4 білий ферзь · h4 чорна тура · h3 чорний пішак | a8 чорний слон · e8 чорний король · c7 чорний слон · d7 чорний пішак · e7 чорний ферзь · c6 біла тура · e6 чорний пішак · g5 чорна тура · h5 чорний пішак · e4 білий король · g4 білий ферзь · h4 чорна тура · h3 чорний пішак | a8 чорний слон · e8 чорний король · c7 чорний слон · d7 чорний пішак · e7 чорний ферзь · c6 біла тура · e6 чорний пішак · g5 чорна тура · h5 чорний пішак · e4 білий король · g4 білий ферзь · h4 чорна тура · h3 чорний пішак | a8 чорний слон · e8 чорний король · c7 чорний слон · d7 чорний пішак · e7 чорний ферзь · c6 біла тура · e6 чорний пішак · g5 чорна тура · h5 чорний пішак · e4 білий король · g4 білий ферзь · h4 чорна тура · h3 чорний пішак | 1 |
|   | a | b | c | d | e | f | g | h |   |

2 Sol

I  1. Td5 A T:e6! 2. Lf4 B Dg8#
II 1. Lf4 B D:e6! 2. Td5 A Tc8#
Тема Мітюшина виражена з темою чергування ходів чорних фігур.
Гра проходить на тлі комплексу стратегічних ходів —  відкладене включення білих фігур, перекриття, зв'язування чорного ферзя.
 Модельні мати на зв'язку.
|   | a | b | c | d | e | f | g | h |   |
| 8 | a8 чорна тура · d8 чорний король · a7 білий ферзь · d7 чорний кінь · e7 чорний слон · b6 чорний пішак · d5 чорний пішак · e5 чорний кінь · a4 білий король · b4 біла тура · e4 чорний ферзь · c3 чорний пішак · d3 чорний слон · f3 чорний пішак · e2 чорна тура · f2 чорний пішак · g2 чорний пішак | a8 чорна тура · d8 чорний король · a7 білий ферзь · d7 чорний кінь · e7 чорний слон · b6 чорний пішак · d5 чорний пішак · e5 чорний кінь · a4 білий король · b4 біла тура · e4 чорний ферзь · c3 чорний пішак · d3 чорний слон · f3 чорний пішак · e2 чорна тура · f2 чорний пішак · g2 чорний пішак | a8 чорна тура · d8 чорний король · a7 білий ферзь · d7 чорний кінь · e7 чорний слон · b6 чорний пішак · d5 чорний пішак · e5 чорний кінь · a4 білий король · b4 біла тура · e4 чорний ферзь · c3 чорний пішак · d3 чорний слон · f3 чорний пішак · e2 чорна тура · f2 чорний пішак · g2 чорний пішак | a8 чорна тура · d8 чорний король · a7 білий ферзь · d7 чорний кінь · e7 чорний слон · b6 чорний пішак · d5 чорний пішак · e5 чорний кінь · a4 білий король · b4 біла тура · e4 чорний ферзь · c3 чорний пішак · d3 чорний слон · f3 чорний пішак · e2 чорна тура · f2 чорний пішак · g2 чорний пішак | a8 чорна тура · d8 чорний король · a7 білий ферзь · d7 чорний кінь · e7 чорний слон · b6 чорний пішак · d5 чорний пішак · e5 чорний кінь · a4 білий король · b4 біла тура · e4 чорний ферзь · c3 чорний пішак · d3 чорний слон · f3 чорний пішак · e2 чорна тура · f2 чорний пішак · g2 чорний пішак | a8 чорна тура · d8 чорний король · a7 білий ферзь · d7 чорний кінь · e7 чорний слон · b6 чорний пішак · d5 чорний пішак · e5 чорний кінь · a4 білий король · b4 біла тура · e4 чорний ферзь · c3 чорний пішак · d3 чорний слон · f3 чорний пішак · e2 чорна тура · f2 чорний пішак · g2 чорний пішак | a8 чорна тура · d8 чорний король · a7 білий ферзь · d7 чорний кінь · e7 чорний слон · b6 чорний пішак · d5 чорний пішак · e5 чорний кінь · a4 білий король · b4 біла тура · e4 чорний ферзь · c3 чорний пішак · d3 чорний слон · f3 чорний пішак · e2 чорна тура · f2 чорний пішак · g2 чорний пішак | a8 чорна тура · d8 чорний король · a7 білий ферзь · d7 чорний кінь · e7 чорний слон · b6 чорний пішак · d5 чорний пішак · e5 чорний кінь · a4 білий король · b4 біла тура · e4 чорний ферзь · c3 чорний пішак · d3 чорний слон · f3 чорний пішак · e2 чорна тура · f2 чорний пішак · g2 чорний пішак | 8 |
| 7 | a8 чорна тура · d8 чорний король · a7 білий ферзь · d7 чорний кінь · e7 чорний слон · b6 чорний пішак · d5 чорний пішак · e5 чорний кінь · a4 білий король · b4 біла тура · e4 чорний ферзь · c3 чорний пішак · d3 чорний слон · f3 чорний пішак · e2 чорна тура · f2 чорний пішак · g2 чорний пішак | a8 чорна тура · d8 чорний король · a7 білий ферзь · d7 чорний кінь · e7 чорний слон · b6 чорний пішак · d5 чорний пішак · e5 чорний кінь · a4 білий король · b4 біла тура · e4 чорний ферзь · c3 чорний пішак · d3 чорний слон · f3 чорний пішак · e2 чорна тура · f2 чорний пішак · g2 чорний пішак | a8 чорна тура · d8 чорний король · a7 білий ферзь · d7 чорний кінь · e7 чорний слон · b6 чорний пішак · d5 чорний пішак · e5 чорний кінь · a4 білий король · b4 біла тура · e4 чорний ферзь · c3 чорний пішак · d3 чорний слон · f3 чорний пішак · e2 чорна тура · f2 чорний пішак · g2 чорний пішак | a8 чорна тура · d8 чорний король · a7 білий ферзь · d7 чорний кінь · e7 чорний слон · b6 чорний пішак · d5 чорний пішак · e5 чорний кінь · a4 білий король · b4 біла тура · e4 чорний ферзь · c3 чорний пішак · d3 чорний слон · f3 чорний пішак · e2 чорна тура · f2 чорний пішак · g2 чорний пішак | a8 чорна тура · d8 чорний король · a7 білий ферзь · d7 чорний кінь · e7 чорний слон · b6 чорний пішак · d5 чорний пішак · e5 чорний кінь · a4 білий король · b4 біла тура · e4 чорний ферзь · c3 чорний пішак · d3 чорний слон · f3 чорний пішак · e2 чорна тура · f2 чорний пішак · g2 чорний пішак | a8 чорна тура · d8 чорний король · a7 білий ферзь · d7 чорний кінь · e7 чорний слон · b6 чорний пішак · d5 чорний пішак · e5 чорний кінь · a4 білий король · b4 біла тура · e4 чорний ферзь · c3 чорний пішак · d3 чорний слон · f3 чорний пішак · e2 чорна тура · f2 чорний пішак · g2 чорний пішак | a8 чорна тура · d8 чорний король · a7 білий ферзь · d7 чорний кінь · e7 чорний слон · b6 чорний пішак · d5 чорний пішак · e5 чорний кінь · a4 білий король · b4 біла тура · e4 чорний ферзь · c3 чорний пішак · d3 чорний слон · f3 чорний пішак · e2 чорна тура · f2 чорний пішак · g2 чорний пішак | a8 чорна тура · d8 чорний король · a7 білий ферзь · d7 чорний кінь · e7 чорний слон · b6 чорний пішак · d5 чорний пішак · e5 чорний кінь · a4 білий король · b4 біла тура · e4 чорний ферзь · c3 чорний пішак · d3 чорний слон · f3 чорний пішак · e2 чорна тура · f2 чорний пішак · g2 чорний пішак | 7 |
| 6 | a8 чорна тура · d8 чорний король · a7 білий ферзь · d7 чорний кінь · e7 чорний слон · b6 чорний пішак · d5 чорний пішак · e5 чорний кінь · a4 білий король · b4 біла тура · e4 чорний ферзь · c3 чорний пішак · d3 чорний слон · f3 чорний пішак · e2 чорна тура · f2 чорний пішак · g2 чорний пішак | a8 чорна тура · d8 чорний король · a7 білий ферзь · d7 чорний кінь · e7 чорний слон · b6 чорний пішак · d5 чорний пішак · e5 чорний кінь · a4 білий король · b4 біла тура · e4 чорний ферзь · c3 чорний пішак · d3 чорний слон · f3 чорний пішак · e2 чорна тура · f2 чорний пішак · g2 чорний пішак | a8 чорна тура · d8 чорний король · a7 білий ферзь · d7 чорний кінь · e7 чорний слон · b6 чорний пішак · d5 чорний пішак · e5 чорний кінь · a4 білий король · b4 біла тура · e4 чорний ферзь · c3 чорний пішак · d3 чорний слон · f3 чорний пішак · e2 чорна тура · f2 чорний пішак · g2 чорний пішак | a8 чорна тура · d8 чорний король · a7 білий ферзь · d7 чорний кінь · e7 чорний слон · b6 чорний пішак · d5 чорний пішак · e5 чорний кінь · a4 білий король · b4 біла тура · e4 чорний ферзь · c3 чорний пішак · d3 чорний слон · f3 чорний пішак · e2 чорна тура · f2 чорний пішак · g2 чорний пішак | a8 чорна тура · d8 чорний король · a7 білий ферзь · d7 чорний кінь · e7 чорний слон · b6 чорний пішак · d5 чорний пішак · e5 чорний кінь · a4 білий король · b4 біла тура · e4 чорний ферзь · c3 чорний пішак · d3 чорний слон · f3 чорний пішак · e2 чорна тура · f2 чорний пішак · g2 чорний пішак | a8 чорна тура · d8 чорний король · a7 білий ферзь · d7 чорний кінь · e7 чорний слон · b6 чорний пішак · d5 чорний пішак · e5 чорний кінь · a4 білий король · b4 біла тура · e4 чорний ферзь · c3 чорний пішак · d3 чорний слон · f3 чорний пішак · e2 чорна тура · f2 чорний пішак · g2 чорний пішак | a8 чорна тура · d8 чорний король · a7 білий ферзь · d7 чорний кінь · e7 чорний слон · b6 чорний пішак · d5 чорний пішак · e5 чорний кінь · a4 білий король · b4 біла тура · e4 чорний ферзь · c3 чорний пішак · d3 чорний слон · f3 чорний пішак · e2 чорна тура · f2 чорний пішак · g2 чорний пішак | a8 чорна тура · d8 чорний король · a7 білий ферзь · d7 чорний кінь · e7 чорний слон · b6 чорний пішак · d5 чорний пішак · e5 чорний кінь · a4 білий король · b4 біла тура · e4 чорний ферзь · c3 чорний пішак · d3 чорний слон · f3 чорний пішак · e2 чорна тура · f2 чорний пішак · g2 чорний пішак | 6 |
| 5 | a8 чорна тура · d8 чорний король · a7 білий ферзь · d7 чорний кінь · e7 чорний слон · b6 чорний пішак · d5 чорний пішак · e5 чорний кінь · a4 білий король · b4 біла тура · e4 чорний ферзь · c3 чорний пішак · d3 чорний слон · f3 чорний пішак · e2 чорна тура · f2 чорний пішак · g2 чорний пішак | a8 чорна тура · d8 чорний король · a7 білий ферзь · d7 чорний кінь · e7 чорний слон · b6 чорний пішак · d5 чорний пішак · e5 чорний кінь · a4 білий король · b4 біла тура · e4 чорний ферзь · c3 чорний пішак · d3 чорний слон · f3 чорний пішак · e2 чорна тура · f2 чорний пішак · g2 чорний пішак | a8 чорна тура · d8 чорний король · a7 білий ферзь · d7 чорний кінь · e7 чорний слон · b6 чорний пішак · d5 чорний пішак · e5 чорний кінь · a4 білий король · b4 біла тура · e4 чорний ферзь · c3 чорний пішак · d3 чорний слон · f3 чорний пішак · e2 чорна тура · f2 чорний пішак · g2 чорний пішак | a8 чорна тура · d8 чорний король · a7 білий ферзь · d7 чорний кінь · e7 чорний слон · b6 чорний пішак · d5 чорний пішак · e5 чорний кінь · a4 білий король · b4 біла тура · e4 чорний ферзь · c3 чорний пішак · d3 чорний слон · f3 чорний пішак · e2 чорна тура · f2 чорний пішак · g2 чорний пішак | a8 чорна тура · d8 чорний король · a7 білий ферзь · d7 чорний кінь · e7 чорний слон · b6 чорний пішак · d5 чорний пішак · e5 чорний кінь · a4 білий король · b4 біла тура · e4 чорний ферзь · c3 чорний пішак · d3 чорний слон · f3 чорний пішак · e2 чорна тура · f2 чорний пішак · g2 чорний пішак | a8 чорна тура · d8 чорний король · a7 білий ферзь · d7 чорний кінь · e7 чорний слон · b6 чорний пішак · d5 чорний пішак · e5 чорний кінь · a4 білий король · b4 біла тура · e4 чорний ферзь · c3 чорний пішак · d3 чорний слон · f3 чорний пішак · e2 чорна тура · f2 чорний пішак · g2 чорний пішак | a8 чорна тура · d8 чорний король · a7 білий ферзь · d7 чорний кінь · e7 чорний слон · b6 чорний пішак · d5 чорний пішак · e5 чорний кінь · a4 білий король · b4 біла тура · e4 чорний ферзь · c3 чорний пішак · d3 чорний слон · f3 чорний пішак · e2 чорна тура · f2 чорний пішак · g2 чорний пішак | a8 чорна тура · d8 чорний король · a7 білий ферзь · d7 чорний кінь · e7 чорний слон · b6 чорний пішак · d5 чорний пішак · e5 чорний кінь · a4 білий король · b4 біла тура · e4 чорний ферзь · c3 чорний пішак · d3 чорний слон · f3 чорний пішак · e2 чорна тура · f2 чорний пішак · g2 чорний пішак | 5 |
| 4 | a8 чорна тура · d8 чорний король · a7 білий ферзь · d7 чорний кінь · e7 чорний слон · b6 чорний пішак · d5 чорний пішак · e5 чорний кінь · a4 білий король · b4 біла тура · e4 чорний ферзь · c3 чорний пішак · d3 чорний слон · f3 чорний пішак · e2 чорна тура · f2 чорний пішак · g2 чорний пішак | a8 чорна тура · d8 чорний король · a7 білий ферзь · d7 чорний кінь · e7 чорний слон · b6 чорний пішак · d5 чорний пішак · e5 чорний кінь · a4 білий король · b4 біла тура · e4 чорний ферзь · c3 чорний пішак · d3 чорний слон · f3 чорний пішак · e2 чорна тура · f2 чорний пішак · g2 чорний пішак | a8 чорна тура · d8 чорний король · a7 білий ферзь · d7 чорний кінь · e7 чорний слон · b6 чорний пішак · d5 чорний пішак · e5 чорний кінь · a4 білий король · b4 біла тура · e4 чорний ферзь · c3 чорний пішак · d3 чорний слон · f3 чорний пішак · e2 чорна тура · f2 чорний пішак · g2 чорний пішак | a8 чорна тура · d8 чорний король · a7 білий ферзь · d7 чорний кінь · e7 чорний слон · b6 чорний пішак · d5 чорний пішак · e5 чорний кінь · a4 білий король · b4 біла тура · e4 чорний ферзь · c3 чорний пішак · d3 чорний слон · f3 чорний пішак · e2 чорна тура · f2 чорний пішак · g2 чорний пішак | a8 чорна тура · d8 чорний король · a7 білий ферзь · d7 чорний кінь · e7 чорний слон · b6 чорний пішак · d5 чорний пішак · e5 чорний кінь · a4 білий король · b4 біла тура · e4 чорний ферзь · c3 чорний пішак · d3 чорний слон · f3 чорний пішак · e2 чорна тура · f2 чорний пішак · g2 чорний пішак | a8 чорна тура · d8 чорний король · a7 білий ферзь · d7 чорний кінь · e7 чорний слон · b6 чорний пішак · d5 чорний пішак · e5 чорний кінь · a4 білий король · b4 біла тура · e4 чорний ферзь · c3 чорний пішак · d3 чорний слон · f3 чорний пішак · e2 чорна тура · f2 чорний пішак · g2 чорний пішак | a8 чорна тура · d8 чорний король · a7 білий ферзь · d7 чорний кінь · e7 чорний слон · b6 чорний пішак · d5 чорний пішак · e5 чорний кінь · a4 білий король · b4 біла тура · e4 чорний ферзь · c3 чорний пішак · d3 чорний слон · f3 чорний пішак · e2 чорна тура · f2 чорний пішак · g2 чорний пішак | a8 чорна тура · d8 чорний король · a7 білий ферзь · d7 чорний кінь · e7 чорний слон · b6 чорний пішак · d5 чорний пішак · e5 чорний кінь · a4 білий король · b4 біла тура · e4 чорний ферзь · c3 чорний пішак · d3 чорний слон · f3 чорний пішак · e2 чорна тура · f2 чорний пішак · g2 чорний пішак | 4 |
| 3 | a8 чорна тура · d8 чорний король · a7 білий ферзь · d7 чорний кінь · e7 чорний слон · b6 чорний пішак · d5 чорний пішак · e5 чорний кінь · a4 білий король · b4 біла тура · e4 чорний ферзь · c3 чорний пішак · d3 чорний слон · f3 чорний пішак · e2 чорна тура · f2 чорний пішак · g2 чорний пішак | a8 чорна тура · d8 чорний король · a7 білий ферзь · d7 чорний кінь · e7 чорний слон · b6 чорний пішак · d5 чорний пішак · e5 чорний кінь · a4 білий король · b4 біла тура · e4 чорний ферзь · c3 чорний пішак · d3 чорний слон · f3 чорний пішак · e2 чорна тура · f2 чорний пішак · g2 чорний пішак | a8 чорна тура · d8 чорний король · a7 білий ферзь · d7 чорний кінь · e7 чорний слон · b6 чорний пішак · d5 чорний пішак · e5 чорний кінь · a4 білий король · b4 біла тура · e4 чорний ферзь · c3 чорний пішак · d3 чорний слон · f3 чорний пішак · e2 чорна тура · f2 чорний пішак · g2 чорний пішак | a8 чорна тура · d8 чорний король · a7 білий ферзь · d7 чорний кінь · e7 чорний слон · b6 чорний пішак · d5 чорний пішак · e5 чорний кінь · a4 білий король · b4 біла тура · e4 чорний ферзь · c3 чорний пішак · d3 чорний слон · f3 чорний пішак · e2 чорна тура · f2 чорний пішак · g2 чорний пішак | a8 чорна тура · d8 чорний король · a7 білий ферзь · d7 чорний кінь · e7 чорний слон · b6 чорний пішак · d5 чорний пішак · e5 чорний кінь · a4 білий король · b4 біла тура · e4 чорний ферзь · c3 чорний пішак · d3 чорний слон · f3 чорний пішак · e2 чорна тура · f2 чорний пішак · g2 чорний пішак | a8 чорна тура · d8 чорний король · a7 білий ферзь · d7 чорний кінь · e7 чорний слон · b6 чорний пішак · d5 чорний пішак · e5 чорний кінь · a4 білий король · b4 біла тура · e4 чорний ферзь · c3 чорний пішак · d3 чорний слон · f3 чорний пішак · e2 чорна тура · f2 чорний пішак · g2 чорний пішак | a8 чорна тура · d8 чорний король · a7 білий ферзь · d7 чорний кінь · e7 чорний слон · b6 чорний пішак · d5 чорний пішак · e5 чорний кінь · a4 білий король · b4 біла тура · e4 чорний ферзь · c3 чорний пішак · d3 чорний слон · f3 чорний пішак · e2 чорна тура · f2 чорний пішак · g2 чорний пішак | a8 чорна тура · d8 чорний король · a7 білий ферзь · d7 чорний кінь · e7 чорний слон · b6 чорний пішак · d5 чорний пішак · e5 чорний кінь · a4 білий король · b4 біла тура · e4 чорний ферзь · c3 чорний пішак · d3 чорний слон · f3 чорний пішак · e2 чорна тура · f2 чорний пішак · g2 чорний пішак | 3 |
| 2 | a8 чорна тура · d8 чорний король · a7 білий ферзь · d7 чорний кінь · e7 чорний слон · b6 чорний пішак · d5 чорний пішак · e5 чорний кінь · a4 білий король · b4 біла тура · e4 чорний ферзь · c3 чорний пішак · d3 чорний слон · f3 чорний пішак · e2 чорна тура · f2 чорний пішак · g2 чорний пішак | a8 чорна тура · d8 чорний король · a7 білий ферзь · d7 чорний кінь · e7 чорний слон · b6 чорний пішак · d5 чорний пішак · e5 чорний кінь · a4 білий король · b4 біла тура · e4 чорний ферзь · c3 чорний пішак · d3 чорний слон · f3 чорний пішак · e2 чорна тура · f2 чорний пішак · g2 чорний пішак | a8 чорна тура · d8 чорний король · a7 білий ферзь · d7 чорний кінь · e7 чорний слон · b6 чорний пішак · d5 чорний пішак · e5 чорний кінь · a4 білий король · b4 біла тура · e4 чорний ферзь · c3 чорний пішак · d3 чорний слон · f3 чорний пішак · e2 чорна тура · f2 чорний пішак · g2 чорний пішак | a8 чорна тура · d8 чорний король · a7 білий ферзь · d7 чорний кінь · e7 чорний слон · b6 чорний пішак · d5 чорний пішак · e5 чорний кінь · a4 білий король · b4 біла тура · e4 чорний ферзь · c3 чорний пішак · d3 чорний слон · f3 чорний пішак · e2 чорна тура · f2 чорний пішак · g2 чорний пішак | a8 чорна тура · d8 чорний король · a7 білий ферзь · d7 чорний кінь · e7 чорний слон · b6 чорний пішак · d5 чорний пішак · e5 чорний кінь · a4 білий король · b4 біла тура · e4 чорний ферзь · c3 чорний пішак · d3 чорний слон · f3 чорний пішак · e2 чорна тура · f2 чорний пішак · g2 чорний пішак | a8 чорна тура · d8 чорний король · a7 білий ферзь · d7 чорний кінь · e7 чорний слон · b6 чорний пішак · d5 чорний пішак · e5 чорний кінь · a4 білий король · b4 біла тура · e4 чорний ферзь · c3 чорний пішак · d3 чорний слон · f3 чорний пішак · e2 чорна тура · f2 чорний пішак · g2 чорний пішак | a8 чорна тура · d8 чорний король · a7 білий ферзь · d7 чорний кінь · e7 чорний слон · b6 чорний пішак · d5 чорний пішак · e5 чорний кінь · a4 білий король · b4 біла тура · e4 чорний ферзь · c3 чорний пішак · d3 чорний слон · f3 чорний пішак · e2 чорна тура · f2 чорний пішак · g2 чорний пішак | a8 чорна тура · d8 чорний король · a7 білий ферзь · d7 чорний кінь · e7 чорний слон · b6 чорний пішак · d5 чорний пішак · e5 чорний кінь · a4 білий король · b4 біла тура · e4 чорний ферзь · c3 чорний пішак · d3 чорний слон · f3 чорний пішак · e2 чорна тура · f2 чорний пішак · g2 чорний пішак | 2 |
| 1 | a8 чорна тура · d8 чорний король · a7 білий ферзь · d7 чорний кінь · e7 чорний слон · b6 чорний пішак · d5 чорний пішак · e5 чорний кінь · a4 білий король · b4 біла тура · e4 чорний ферзь · c3 чорний пішак · d3 чорний слон · f3 чорний пішак · e2 чорна тура · f2 чорний пішак · g2 чорний пішак | a8 чорна тура · d8 чорний король · a7 білий ферзь · d7 чорний кінь · e7 чорний слон · b6 чорний пішак · d5 чорний пішак · e5 чорний кінь · a4 білий король · b4 біла тура · e4 чорний ферзь · c3 чорний пішак · d3 чорний слон · f3 чорний пішак · e2 чорна тура · f2 чорний пішак · g2 чорний пішак | a8 чорна тура · d8 чорний король · a7 білий ферзь · d7 чорний кінь · e7 чорний слон · b6 чорний пішак · d5 чорний пішак · e5 чорний кінь · a4 білий король · b4 біла тура · e4 чорний ферзь · c3 чорний пішак · d3 чорний слон · f3 чорний пішак · e2 чорна тура · f2 чорний пішак · g2 чорний пішак | a8 чорна тура · d8 чорний король · a7 білий ферзь · d7 чорний кінь · e7 чорний слон · b6 чорний пішак · d5 чорний пішак · e5 чорний кінь · a4 білий король · b4 біла тура · e4 чорний ферзь · c3 чорний пішак · d3 чорний слон · f3 чорний пішак · e2 чорна тура · f2 чорний пішак · g2 чорний пішак | a8 чорна тура · d8 чорний король · a7 білий ферзь · d7 чорний кінь · e7 чорний слон · b6 чорний пішак · d5 чорний пішак · e5 чорний кінь · a4 білий король · b4 біла тура · e4 чорний ферзь · c3 чорний пішак · d3 чорний слон · f3 чорний пішак · e2 чорна тура · f2 чорний пішак · g2 чорний пішак | a8 чорна тура · d8 чорний король · a7 білий ферзь · d7 чорний кінь · e7 чорний слон · b6 чорний пішак · d5 чорний пішак · e5 чорний кінь · a4 білий король · b4 біла тура · e4 чорний ферзь · c3 чорний пішак · d3 чорний слон · f3 чорний пішак · e2 чорна тура · f2 чорний пішак · g2 чорний пішак | a8 чорна тура · d8 чорний король · a7 білий ферзь · d7 чорний кінь · e7 чорний слон · b6 чорний пішак · d5 чорний пішак · e5 чорний кінь · a4 білий король · b4 біла тура · e4 чорний ферзь · c3 чорний пішак · d3 чорний слон · f3 чорний пішак · e2 чорна тура · f2 чорний пішак · g2 чорний пішак | a8 чорна тура · d8 чорний король · a7 білий ферзь · d7 чорний кінь · e7 чорний слон · b6 чорний пішак · d5 чорний пішак · e5 чорний кінь · a4 білий король · b4 біла тура · e4 чорний ферзь · c3 чорний пішак · d3 чорний слон · f3 чорний пішак · e2 чорна тура · f2 чорний пішак · g2 чорний пішак | 1 |
|   | a | b | c | d | e | f | g | h |   |

b) d8 → f1

a) 1. d4!  (La6?) T:d4!  2. Tb8 D:b8#
b) 1. La6! (d4?)  D:a6!  2. Db1 T:b1#
Тема Мітюшина виражена в синтезі з темою Залокоцького-Угнівенка: активні жертви чорних «зайвих» фігур. Зв'язування чорних фігур. Мати на зв'язку.